# Iquique
Iquique (del aimara: Iki Iki ‘'lugar de sueños', 'lugar de descanso'’) es una ciudad-puerto y comuna ubicada en el norte grande de Chile, capital de la provincia homónima y de la Región de Tarapacá.
La superficie territorial de la comuna durante el censo de 2002 era de 2835,3 km², ya que Alto Hospicio estaba incluida, pero tras la separación de ambas comunas, la superficie de Iquique es de 2242,1 km². La población de la ciudad en 2017 era de 191 468 habitantes y su densidad poblacional de 85,4 hab./km². Iquique pertenece al Área Metropolitana Alto Hospicio-Iquique, conocida también como «Gran Iquique», la que cuenta con una población de 299 843 habitantes, según el censo de 2017, convirtiéndose en el séptimo núcleo urbano más poblado del país.
Iquique tiene uno de los derechos comerciales de puerto libre o Zona Franca más grande de América del Sur, llamado tradicionalmente ZOFRI (Zona Franca de Iquique). Hay alrededor de 2,4 km² (0,93 mi²) de depósitos, sucursales bancarias y restaurantes.
La zona fue cuna de la cultura Chinchorro, hace 5000 años. Asimismo, se han encontrado evidencias de 4000 años a. C. en playa Caramucho, todos de pescadores-recolectores que en forma nómada o semi-sedentarias aprovechaban los recursos del mar. Los habitantes prehispánicos que entablaron contacto con los españoles fueron los camanchacos, denominados «changos» por los europeos, los cuales se caracterizaban por sus balsas hechas de cuero de lobo marino, utilizadas para la pesca y recolección de mariscos.

## Toponimia
El origen del nombre "Iquique" ha sido objeto de diversas interpretaciones. Según la interpretación del historiador Rómulo Cúneo Vidal, el término Iquique provendría del aimara y significaría "sueño", en alusión a los efectos del cambio de altitud experimentados por los habitantes de la precordillera. Asimismo, sugiere que el nombre podría estar relacionado con el descanso de lobos marinos y aves en las rocas, asociándolo con el acto de soñar o reposar.
Otra hipótesis, propuesta por el investigador aymara Manuel Mamani, sostiene que "Iquique" deriva del término aimara Iki-iki, relacionado con el verbo ikiña, que significa "dormir, hospedar, pernoctar". Bajo esta interpretación, el nombre haría referencia a un hospicio o lugar de hospedaje.
A lo largo de su historia, la ciudad también ha sido denominada "Puerto de Tarapacá", "Iquique" y "Nuestra Señora de la Concepción de Iquique". Un punto relevante en sus inicios fue el islote de Iquique, denominado Isla Blanca durante el periodo hispano, Isla de Cuadros en la época peruana y, antes de su integración al continente bajo soberanía chilena, Isla Serrano.

## Historia

### Periodo precolombino
Los habitantes de la región eran agricultores, los collas, diferenciados totalmente de los pescadores o camanchacos, pero se complementaban entre sí, pese a ser diferentes en tareas y obligaciones y tal vez en sus orígenes. Los collas cultivaron los valles costeros, pero no crearon un centro de poder fuerte, lo que hizo que durante el período Intermedio Tardío estuviesen supeditados al dominio de los lupacas o aimaras del altiplano andino.
Hasta la conquista española, los uros sujetos conformaban una tercera parte de la población. El predominio de estos pueblos nómadas duró el siglo VI d. C., época en la que se inicia la expansión tiahuanacota en la costa Sur.
Del asentamiento existen registros históricos. En la era precolombina, Iquique era un lugar donde también se concentraba la población changa.
Iquique fue dominado primero por los señores de Chucuito y luego por los incas quienes lo incorporaron a su imperio; entre los vestigios que dejaron en esta zona, se puede destacar la capacocha del Cerro Esmeralda, a 905 m.s.n.m, donde fueron sacrificadas dos jóvenes, una de 18 años aproximadamente y otra de entre 9 y 10 años, junto con una rica ofrenda formada por brazaletes de oro y plata, cerámica, finos textiles, calabazas, conchas de Spondylus, tabletas de rapé, etc. Dataciones han estimado que murieron entre 1475 y 1499.

### Período del Virreinato del Perú (1539-1821)
En sus inicios, Iquique era apenas un caserío habitado por los Camanchacos, los cuales salaban pescado (charquecillo) y explotaban rústicamente el guano de aves marinas en la antigua «isleta de Iquique». El movimiento portuario de la época estaba reducido al embarque de este guano.
Iquique, que integraba parte del Collasuyo inca, fue conquistado por los españoles conformando parte del Virreinato del Perú.
Bajo la era virreinal, Iquique comienza su actividad como un embarcadero. Uno de los hechos importantes en este periodo es que se entregó parte de los territorios de esta comarca como encomiendas por el virrey del Perú. De aquí nacen dos importantes encomiendas: San Lorenzo de Tarapacá y Pica.
En un principio, Iquique fue para los primeros pobladores un punto de recalada para internarse hacia el pueblo de San Lorenzo de Tarapacá, sede de la jurisdicción política y administrativa de la provincia (desde 1768). Sin embargo, una época de mayor prosperidad para el territorio (no obligadamente para Iquique que solo servía como desembarcadero, en el sector de El Colorado, ya que la plata se condujo principalmente por tierra hacia San Marcos de Arica) se inicia con el descubrimiento de las riquezas minerales de la zona (la plata de Huantajaya y de Santa Rosa), durante el siglo XVIII.
Hacia 1811, un documento colonial mencionaba en Iquique la existencia de una aduana, encargada de vigilar los embarques de minerales y de los primeros envíos de salitre. La aduana se habría construido en 1788 sobre la base de una bodega para depositar los productos traídos desde Valparaíso.
Sobre el descubrimiento del salitre en la región, cuenta una leyenda que ocurrió cuando dos indígenas de la zona hicieron una fogata y empezó a arder la tierra que contenía caliche. Enterado el cura de Camiña, y llevando agua bendita, recoge unas muestras y reconoce que contenían nitrato de potasio. Otra parte de las muestras se encontraban en el patio de la casa del sacerdote y, más tarde, observa que las plantas se desarrollaban extraordinariamente.

### Periodo de la República del Perú (1821-1884)

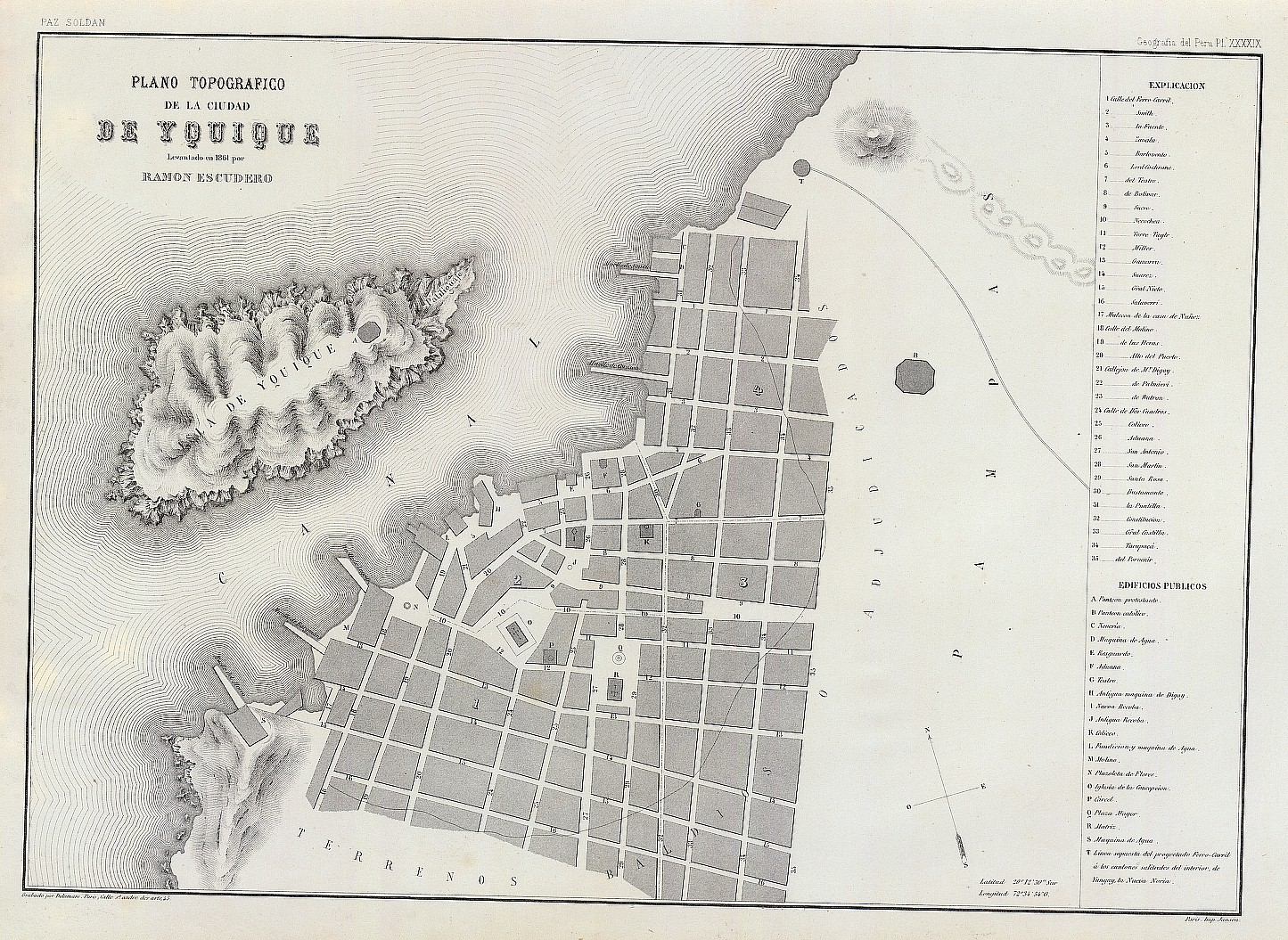
Plano de Iquique en 1861.

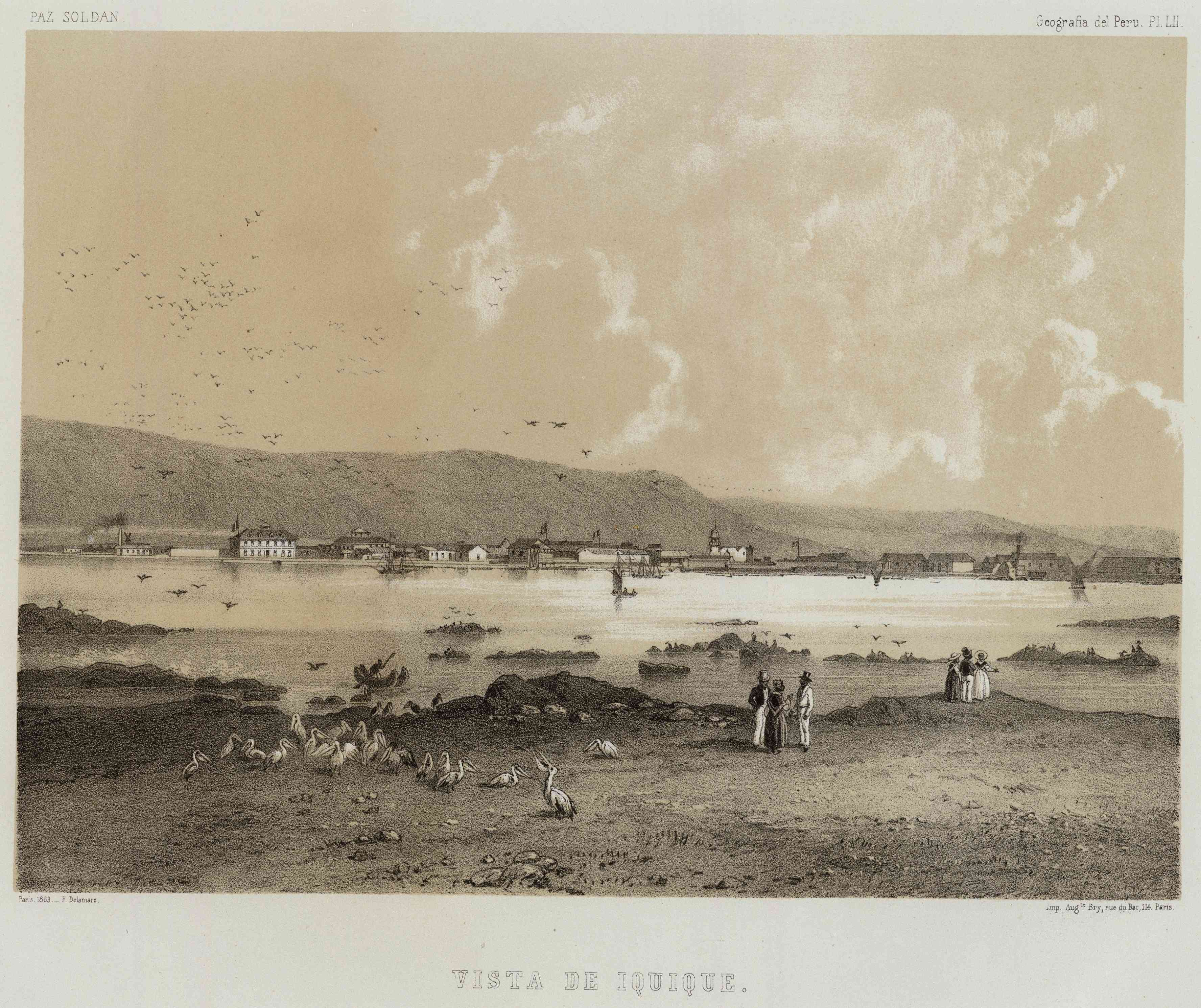
Puerto de Iquique en 1863.

Con la proclamación de Independencia de España, el 28 de julio de 1821, esta zona meridional del Perú pasó a formar parte del Departamento de Arequipa y, en 1857, se incorporó al Departamento de Moquegua, al cual pertenecería hasta 1878.
Charles Darwin, quien recaló el puerto el 12 de julio de 1835, estimó en mil el número de sus habitantes y describe al lugar como una «aldea de madera». Posteriormente, el censo de 1862 determinó una población de 2485 personas, mientras que 10 años después arrojó una cifra de 5088 habitantes.
En el marco de la Guerra entre Perú y Bolivia en 1842, el Ejército de Bolivia, al mando del General José Ballivián, ocupa el extremo sur peruano, entre ellos el área de Tarapacá y el puerto de Iquique. El Ejército boliviano no contaba con tropas suficientes para mantener la ocupación la cual en el combate de Tarapacá, montoneros peruanos formados por el mayor Juan Buendía, provenientes de Iquique, derrotaron el 7 de enero de 1842 al destacamento dirigido por el coronel boliviano José María García, quien muere en el enfrentamiento. Así, las tropas bolivianas desalojan Tacna, Arica y Tarapacá en febrero de 1842, replegándose hacia Moquegua y Puno. El Tratado de Puno pone fin a esta contienda.
El salitre y su explotación, a partir de la década de 1830, convierten a la ciudad en un punto importante para el comercio de este producto. La fisonomía de la pequeña aldea cambió durante el llamado ciclo del salitre que convirtió a Iquique en el eje del comercio del preciado nitrato. El 26 de junio de 1855, fue reconocido como Puerto Mayor, el 11 de julio de 1866 se declara ciudad. En 1868, la sociedad conformada por Ramón Montero y Hermanos se adjudica la construcción del ferrocarril salitrero, junto con la estación de trenes de la ciudad, el que se inaugurará el 28 de julio de 1871. La industria del nitrato genera gran prosperidad en el puerto, atrayendo a algunos extranjeros, se instalan en la ciudad, dándole una fisonomía algo más europea. Su puerto, hacia mediados del siglo XIX, es frecuentado por barcos ingleses y franceses, para transportar el salitre hacia los puertos europeos.
Se estima que alrededor del año 1870, el mayordomo inglés Eliott Stubb desembarcó en el puerto donde creó el tradicional Whisky sour, siendo Iquique peruano. el primer artículo que se tiene de esta bebida es de un diario estadounidense de Wisconsin en 1870, otro artículo que se tiene es de <<El Comercio de Iquique>>, un diario peruano que fue propiedad del tacneño Modesto Molina, tras la Guerra del Pacífico y la invasión chilena el diario tuvo que cerrar en 1879.
En aquella época, nacieron o se avecindaron en el puerto, grandes personajes de la historia peruana, tales como Alfonso Ugarte, quien llegó a ser alcalde de la ciudad en 1876, y era un rico empresario salitrero y hacendado; Guillermo Billinghurst, quien luego llegará a ser Presidente del Perú y, Ramón Zavala, también héroe peruano y adinerado empresario salitrero, entre otros.
En el año 1875, el gobierno peruano ordena la realización de un censo nacional. Como resultado del mismo, Iquique registró 11 717 habitantes dentro del radio urbano, por lo que se presume una mayor población en los alrededores. Cabe señalar que el delegado censal de la Provincia Litoral de Tarapacá fue el veterano Coronel retirado Francisco Bolognesi.
Coincidiendo con su importancia económica, derivada de la industria del guano y el salitre, en 1878, el Gobierno de Lima separó Tarapacá de Moquegua, creando el Departamento Litoral de Tarapacá, otorgándole la calidad de capital del nuevo Departamento.
En el año 1878 fue construida la llamada Torre del Reloj, que fue mandado a construir por el entonces alcalde Benigno Posada, para remplazar al antiguo reloj Iglesia Matriz que había sido destruido por un incendio años antes. El reloj había sido importado desde Inglaterra. Hoy en día se encuentra en la plaza Prat.
En ese contexto, en 1879 se desató la Guerra del Pacífico. Iquique sería teatro de episodios de primera importancia para la historia de Bolivia, Chile y Perú. En el contexto del bloqueo naval del puerto, el 21 de mayo de ese año se produce el Combate Naval de Iquique y, el 16 de julio, es bombardeado por la Escuadra chilena.

### Periodo de la República de Chile (1884 al presente)

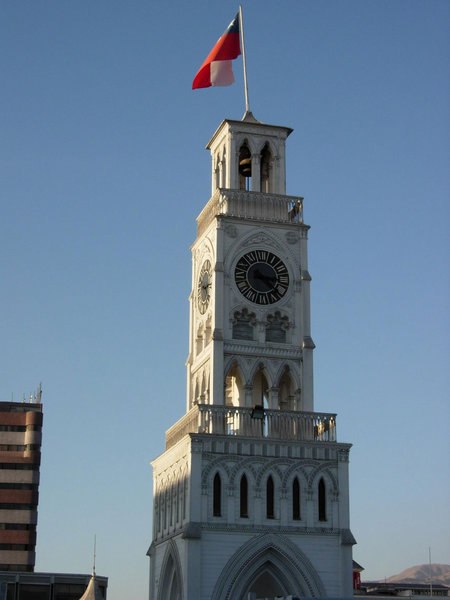
Torre del Reloj en la Plaza Arturo Prat, inaugurada en 1877.

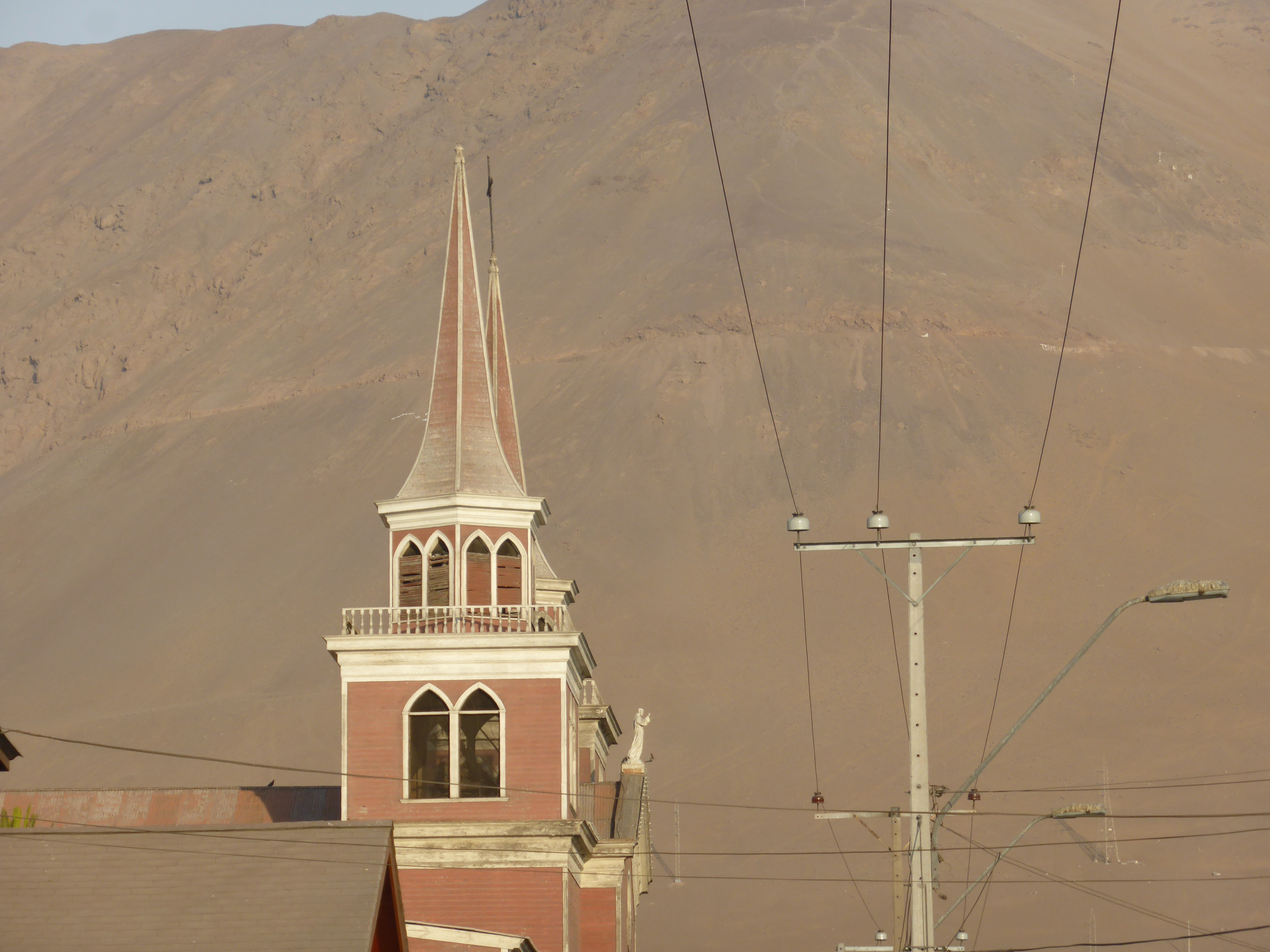
Torres de la iglesia de San Antonio de Padua. Construcción hacia 1904.

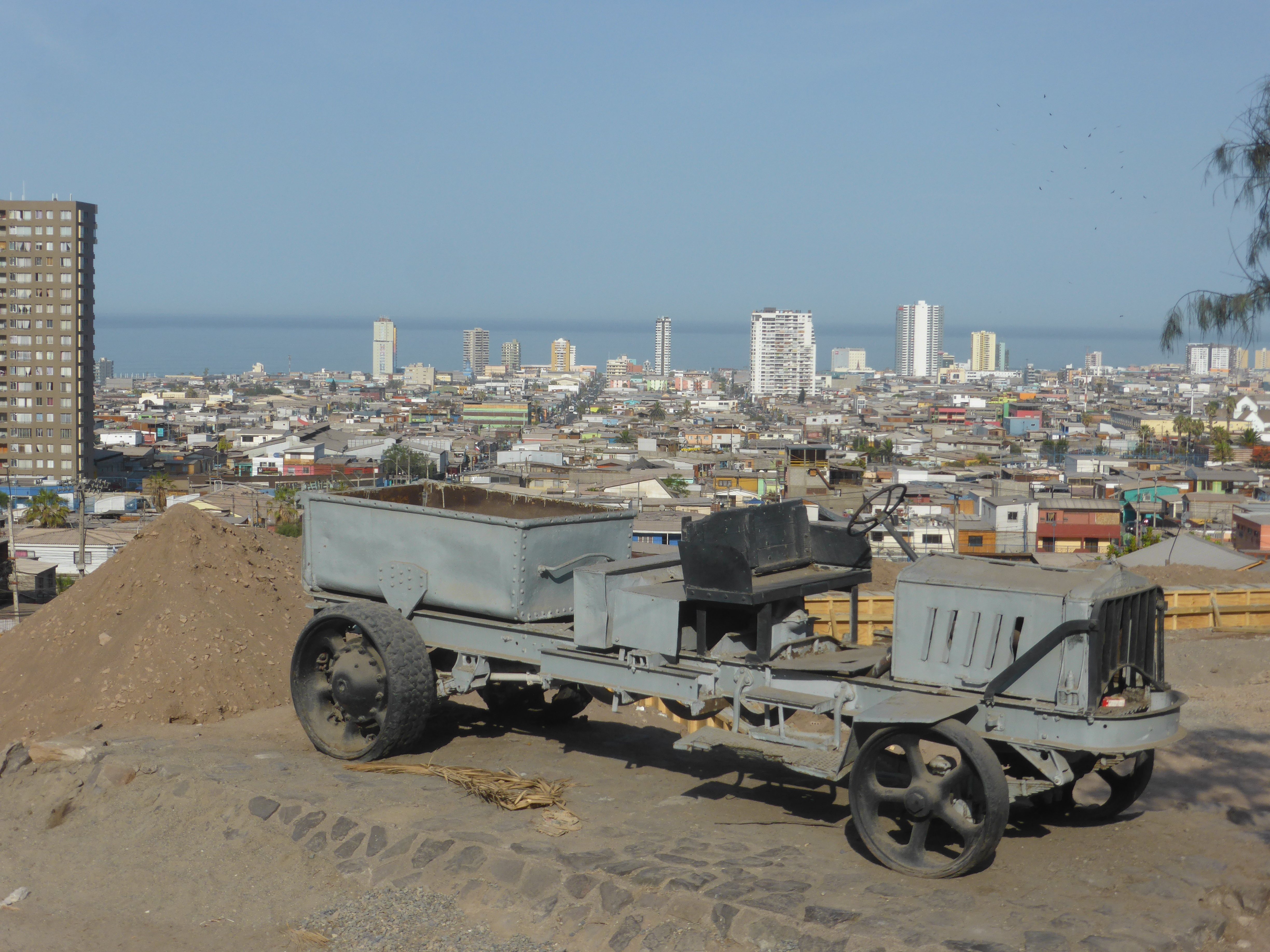
Antiguo camión White.

Durante la Campaña de Tarapacá, el 2 de noviembre del año 1879, las tropas chilenas (Ejército y Armada en conjunto) lograron ocupar Pisagua desembarcando su material de guerra y el resto de sus tropas, tras reñida resistencia por parte de las fuerzas peruanas, logrando posesionarse del ferrocarril que conectaba Pisagua con Dolores. El enfrentamiento de mayor relevancia y que cambió el curso de la guerra fue la Batalla de San Francisco o Dolores que ocurrió el 19 de noviembre de 1879. Esto tuvo trascendentales consecuencias, puesto que significó que el general Juan Buendía del Perú, ordenara abandonar la provincia de Tarapacá y partir hacia Arica, donde se encontraba el centro de operaciones de las fuerzas aliadas.
La ciudad de Iquique, fue entregada al Cuerpo Consular Chileno por parte del Jefe de Plaza, Coronel peruano José Miguel de Los Ríos, quien informó no disponer de fuerzas para mantener el orden y las vidas de los prisioneros de la Esmeralda y las propiedades de las familias que se mantenían neutrales y que había recibido órdenes superiores de abandonar la ciudad. El 23 de noviembre se realizó la ocupación pacífica de la ciudad por parte de las fuerzas chilenas del Capitán de Navío Juan José Latorre Benavente, comandante del Blindado "Almirante Cochrane", quien mantenía el puerto bloqueado. Ese día se inició la administración chilena de la ciudad de Iquique.
Como resultado de lo anterior, ese mismo día obtuvieron su libertad los prisioneros de la corbeta Esmeralda, quienes se encontraban detenidos desde el 21 de mayo de 1879. El vicealmirante Patricio Lynch convocó el 25 de noviembre del mismo año, a ciudadanos y miembros del Cuerpo Consular para que forme la Junta Municipal, la que eligió al francés Eduardo de Lapeyrouse como alcalde de la Junta Municipal de Iquique. Al final de la guerra, en 1883, y por el Tratado de Ancón, la ciudad pasa a formar parte de Chile oficialmente.
Bajo la administración chilena, la importancia y pujanza económica de la ciudad continuó acrecentándose. En 1885 existen registros de la instalación de líneas de tranvías tirados por caballos (carros de sangre), denominado Ferrocarril Urbano de Iquique, que funcionaron hasta 1930. Producto de la riqueza económica generada por la industria salitrera, Iquique fue la primera ciudad del norte de Chile en poseer tranvías, algunos de los cuales eran de dos pisos (imperiales) y, también, de tracción animal (carros de sangre) y a baterías en 1916. Para la década de 1920, la compañía de tranvías pasó a manos inglesas, los que invirtieron en tracción a gasolina.
Su preponderante importancia económica nacional, propició que, menos de una década después de su incorporación a Chile, durante la llamada Guerra Civil de 1891, se instalara en la ciudad la Junta Revolucionaria, que lideró las acciones en contra del Gobierno constitucional del presidente José Manuel Balmaceda, en Santiago.
Francisco Solano Asta-Buruaga y Cienfuegos escribió en 1899 en su Diccionario Geográfico de la República de Chile: 335  sobre el lugar:

Iquique.-—Ciudad, capital de la provincia y departamento de Tarapacá. Yace en los 20° 12' Lat. y 70° 10' Lon. al borde del Pacífico, en el que tiene su puerto. La pueblan 15,391 habitantes, extranjeros muchos de ellos. Ocupa un espacio plano arenoso, casi al nivel de la playa y rodeado por declives de alturas áridas y calvas que se levantan por los puntos del norte, oriente y sur sobre ese nivel á más de 700 y 800 metros. Su asiento so reparte en manzanas, divididas por calles anchas hasta de 20 metros algunas, y en tres hermosas plazas. Sus casas, en general de madera y de regular construcción, no bajan en número de 4,500. Contiene edificios públicos convenientes, notándose el de la aduana, que es de piedra labrada, al frente del cual se halla un excelente muelle; iglesia parroquial, buen hospital, cárcel, mercado de abasto, cuarteles de policía y de bomberos, regulares hoteles y club, teatro, establecimientos de beneficio de minerales, de destilación de agua potable, de gas, de crédito y de otras industrias. Posee oficinas de correo, de telégrafo y de registro civil; un liceo de segunda enseñanza y escuelas gratuitas; corte y dos juzgados. Contiene igualmente la estación principal y maestranza del ferrocarril que se dirige á los salitrales ú oficinas de elaboración de salitre en la parte central del departamento. El asiento de esta ciudad se comprendía de antiguo en territorio del Perú y se llamaba primitivamente Iqueique, Se supone venir el nombre de una palabra de sus idiomas equivalente á dormida en el camino. Parece haber sido lugar de estación de indios pescadores al vagar por estas costas, y lo fué después de los que viajaban de Arica al mineral de Guantajaya, desde su descubrimiento. La riqueza de éste le fijó su primera población, así como la decadencia de sus primeras minas la mantuvo atrasada hasta 1836 en que principió á revivir mediante la elaboración de salitre en distritos de su cercanía al oriente y que se extraía por su puerto. Con el aumento posterior de esa producción, el pueblo adquirió varias mejoras y su puerto fué declarado en 1855 puerto mayor. A fines de 1861 se emprendió la construcción del ferrocarril, que le ha dado gran importancia por comunicarlo con los expresados salitrales. Entre tanto, también ha experimentado algunos desastres, como el sufrido en el terremoto del 13 de agostó de 1868, en el incendio de 7 de octubre de 1875, en otro terremoto y salida de mar de 9 de mayo de 1877, y en los incendios de 22 de octubre de 1880 y de 10 de marzo de 1883, sin contar el bombardeo de los buques insurrectos de 1891. Tiene también el recuerdo memorable del combate de 21 de mayo de 1879. En este año el 23 de noviembre fué ocupada la ciudad por fuerzas de Chile y quedó incorporada á esta república por el tratado de paz con el Perú de 20 de octubre de 1883. La ley de 31 de este mes del siguente año la erigió en capital de su propia provincia y departamento, creados por la misma ley. Dista por mar unos 1,310 kilómetros al N. de Valparaíso.

En 1907, la ciudad fue conmocionada por la masacre en la Escuela Santa María, cuando el Ejército, al mando del General Roberto Silva Renard, por orden del Presidente Pedro Montt Montt y del ministro Rafael Sotomayor Gaete, abrió el fuego en un grupo de cerca de 8500 obreros de las salitreras del interior, que habían marchado a la ciudad en protesta por condiciones de trabajo dignas, eliminación de las fichas y jornadas laborales más flexibles, y que habían sido alojados en la escuela por la fuerza pública a la espera de la llegada del Intendente. La masacre dejó un saldo discutible de muertos (las cifras según distintos historiadores hablan desde 800 hasta 3000 muertos. Ver: Bravo Elizondo, Pedro: Revista Camanchaca Nro. 15, "Cuántos Fueron los Muertos en la Matanza de la Santa María'"[cita requerida]), entre hombres y también mujeres y niños quienes acompañaban la marcha. Este hecho inspiró al iquiqueño Luis Advis Vitaglich a componer la Cantata de la Santa María, popularizada por el grupo Quilapayún y la novela «Santa María de las Flores Negras», del escritor talquino Hernán Rivera Letelier, hoy radicado en Antofagasta.
Iquique fue uno de los principales centros del movimiento obrero en Chile. Es así que en el mismo período del auge del salitre, se funda en Iquique el Partido Obrero Socialista, el 4 de junio de 1912, en el local del periódico obrero "El Despertar de los Trabajadores", ubicado en calle Barros Arana 9. Fundado por el obrero tipógrafo Luis Emilio Recabarren, junto a unos 30 obreros salitreros y empleados, estos acuerdan, por unanimidad, fundar el partido político de la clase obrera chilena, que más tarde pasaría a ser Partido Comunista.
Con el auge creciente del salitre, Iquique se transforma en una ciudad cosmopolita. Se expande cada vez más, hacia el sureste y, así en la primera década del siglo XX se han construido el regimiento Granaderos, el Casino Español, el hipódromo y el velódromo.
El geógrafo chileno, Luis Risopatrón lo describe a Iquique en su libro Diccionario Jeográfico de Chile en el año 1924:: 431 

Iquique (Ciudad) 20° 12' 70° 10'. Consta de unas 350 manzanas, divididas por calles anchas, hasta de 20 m algunas i ofrece tres hermosas plazas; tiene su mayor largo de N a S i ocupa unos 4,5 km² de superficie, en un espacio plano i arenoso, rodeado por declives de alturas áridas i calvas, que se levantan por los puntos del N, E i S a mas de 700 i 800 m de elevación. Sus casas en jeneral son de madera i de regular construcción i se encuentra a corta distancia al N de la punta de Cavancha, con la que queda unida por una carretera i un ferrocarril; parece haber sido lugar de estación de indios pescadores al vagar por estas costas i lo fué después de los que viajaban de Arica al mineral de Guantajaya, cuya riqueza le fijó su primera población, así como la decadencia de sus primeras minas la mantuvo atrasada hasta 1836, en que principió a revivir mediante la elaboración de salitre, en los distritos de su cercanía al E i que se estraia por su puerto. Con el aumento posterior de esa producción el pueblo adquirió varias mejoras i gran importancia le dio la construcción del ferrocarril a los espresados salitrales, emprendido a fines de 1861; entre tanto también ha esperimentado algunos desastres, como el sufrido en el terremoto del 13 de agosto de 1868, en el incendio del 7 de octubre de 1875, en el otro terremoto i salida de mar del 9 de mayo de 1877 i en los incendios de 22 de octubre de 1880 i de 10 de marzo de 1883. Fué ocupada por las fuerzas militares chilenas el 23 de noviembre de 1879 e incorporada definitivamente a la República, por el tratado de paz con el Perú del 20 de octubre de 1883; se ha observado un aumento anual de la población, en el período de 1895-1907, de 1,64%, con una proporción de alfabetos en esta última fecha de 68,6%. En 16 años de observaciones se ha anotado 30,8° i 10° C como temperaturas máxima i mínima i como promedios anuales 8,5° C de oscilación diaria, 18,4° C de temperatura, 81% de humedad relativa, 7 de nebulosidad (0-10) i 1,6 mm de agua caida, habiéndose rejistrado 410,5 mm de evaporación en 1919.

El fin de la Guerra marcó el inicio del Fin del auge salitrero, con la invención e industrialización del salitre sintético a través del Proceso de Haber y la pérdida de mercados para el salitre natural. Iquique, que en ese momento contaba con 40 000 habitantes (la cuarta ciudad chilena más poblada de aquellos años), todos dedicados a la industria del salitre, se vio seriamente golpeada por la baja de las ventas de este producto. La recesión hizo que millares de trabajadores fueron absorbidos por la ciudad, generando altos índices de desempleo y pobreza; la ciudad se estancó por casi 30 años hasta que se impulsó la industria pesquera, que gravitó en la economía local por otros 25 años más. En ese punto Iquique pasó de ser primer puerto salitrero a primer puerto exportador de harina de pescado.
En 1975, en plena dictadura militar de Augusto Pinochet, se dio inicio a la Zona Franca de Iquique (ZOFRI), iniciativa gubernamental impulsada por el mismo mandatario, quien había sido Comandante del Regimiento Carampangue en su juventud. El mismo régimen construyó el Aeropuerto Internacional Diego Aracena, en 1973. Pese a los avances impulsados por Pinochet en la ciudad, en el Plebiscito de 1988 que decidía su permanencia en el poder, el No obtuvo en Iquique un 54,27%, contra un 45,73% del Sí.
Actualmente, sus habitantes viven principalmente de la minería del cobre, minería no metálica (yodo), la industria pesquera, el turismo y el comercio generado por la Zona Franca de Iquique (ZOFRI), principal motor de desarrollo de aquella zona.
En 2001 Iquique fue designada Capital Americana de la Cultura, siendo la primera ciudad chilena en obtener tal distinción. Iquique fue elegida por un jurado internacional integrado por las máximas autoridades de la OING Capital Interamericana de la cultural, de España, Brasil, Estados Unidos y Canadá; y por el alcalde de Mérida (México), Xavier Abreu Sierra, que ocupó este honroso cargo el año 2000.
Esta iniciativa de designar anualmente a una localidad de algunos de los 35 países del continente americano como «Capital Cultural», pretende contribuir a un mejor conocimiento entre los pueblos de América y proyectar la cultura americana a los demás continentes.

## Geografía

### Geomorfología

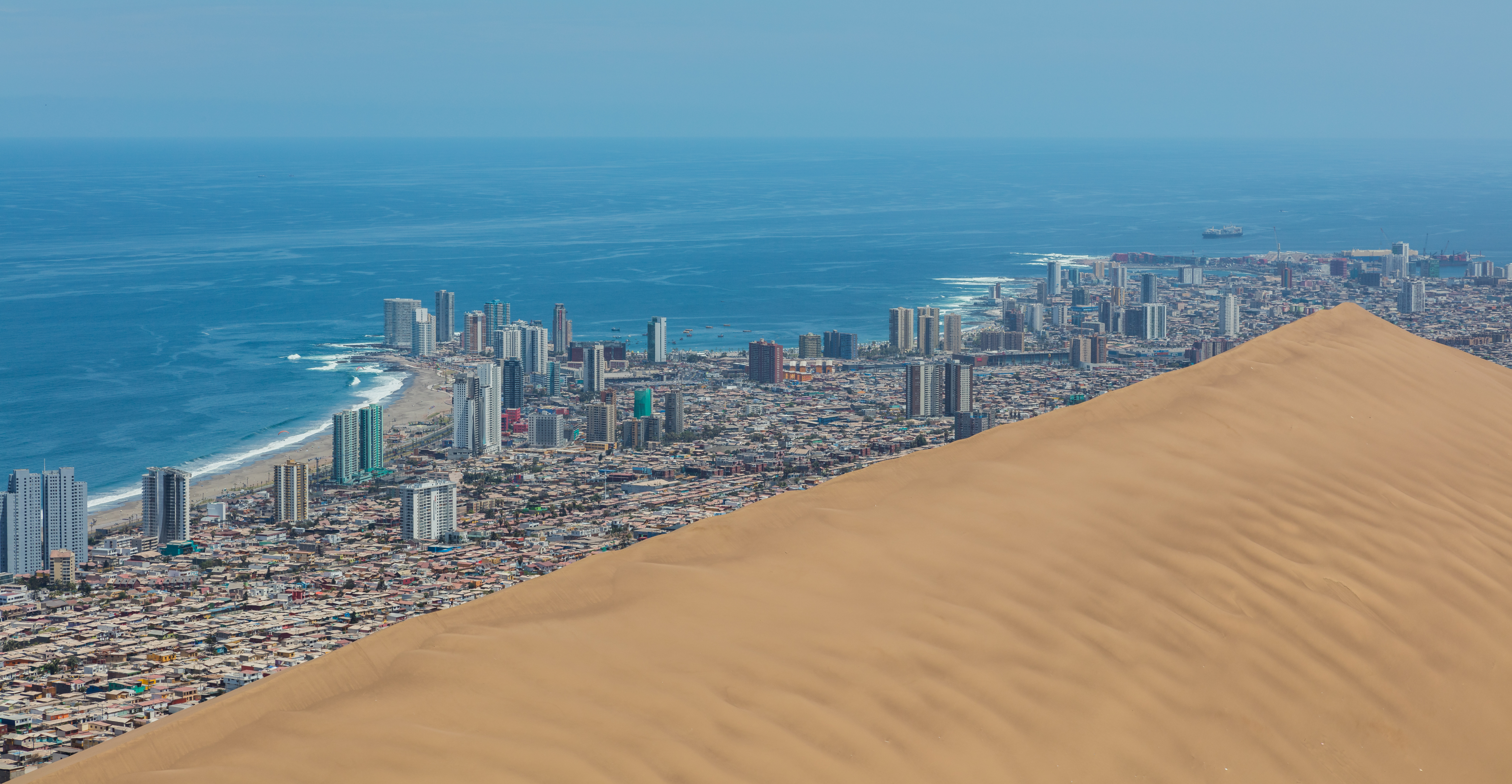
Vista de la Duna Dragón y de Iquique al fondo.

Iquique se ubica a 1787 km, aproximadamente, de Santiago de Chile y a 310 km de la ciudad de Arica.
La comuna de Iquique se encuentra emplazada en las unidades geomorfológicas de Cordillera de la costa, Planicie marina o fluviomarina y Farellón costero; la ciudad se emplaza sobre una plataforma litoral muy estrecha y enmarcada en un altísimo faldeo costero de más de 600 metros. Su altitud media es de 52 m s. n. m., variando desde el nivel marino hasta los 125 m s. n. m. En la línea del litoral alternan tramos rocosos bajos y algunas playas de bolsillo muy angostas alimentadas por una deriva litoral dominante de dirección norte (playas: Larga o Brava, y Huaiquique). Hacia el este, la ciudad y el territorio están limitados por la cordillera de la Costa, que en el sector alcanza alturas promedios de 700 m s. n. m. y que se caracteriza por presentar un corte abrupto hacia el oeste, conocido como farellón costero. Su origen es poligenético, labrado por el mar a partir de un escarpe de falla de rumbo N-S.

### Geografía litoral
La bahía de Iquique se abre desde punta Piedras hacia el Sur, punta Morro al Este y la península Serrano hacia el Oeste. Se encuentra en las coordenadas Lat. 20 ° 12 ° S, Long. 70 ° 09 ° W. Su fondo es parejo, constituido por arena y fango. Hacia el sur hay piedras y rocas que solo permiten el tráfico de embarcaciones menores. Está protegida de los vientos predominantes por la cadena de altos cerros que hay al sur de ella, y que terminan en Punta Gruesa, y por las obras de defensa del puerto artificial.

### Clima
La comuna presenta según la clasificación climática de Köppen clima desértico cálido (BWh), clima desértico frío (BWk) y clima semiárido (BSk).
El clima de Iquique es desértico costero, que está influenciado por la masa marina y la Corriente de Humboldt. Se caracteriza por los nublados abundantes, baja oscilación y amplitud térmica en otoño hasta invierno y parte inicial de la primavera, pero eso cambia en verano, cuando las temperaturas llegan a duplicarse y la oscilación aumenta, siendo la ciudad costera más calurosa y húmeda de Chile en la estación estival, potenciada por el farellón costero que convierte a la ciudad en una verdadera olla, concentrándose la humedad proveniente de la evaporación del mar. La ciudad recibe algunas precipitaciones en verano, especialmente entre enero y febrero debido a la alta presión de Bolivia llamada de manera rigurosa: «lluvias estivales», aunque comúnmente se emplea las erradas acepciones de «invierno boliviano» o «invierno altiplánico».
Las temperaturas de Iquique se caracterizan por la poca diferencia entre las extremas diarias, así como también la poca variación en la temperatura entre los meses más cálidos y los más fríos. Además la ciudad presenta una alta humedad y casi la inexistencia de precipitaciones. Las máximas en verano son de 25 °C y las mínimas en invierno de 13 °C.
| Parámetros climáticos promedio de Iquique (1991–2020, extremos 1981–presente) | Parámetros climáticos promedio de Iquique (1991–2020, extremos 1981–presente) | Parámetros climáticos promedio de Iquique (1991–2020, extremos 1981–presente) | Parámetros climáticos promedio de Iquique (1991–2020, extremos 1981–presente) | Parámetros climáticos promedio de Iquique (1991–2020, extremos 1981–presente) | Parámetros climáticos promedio de Iquique (1991–2020, extremos 1981–presente) | Parámetros climáticos promedio de Iquique (1991–2020, extremos 1981–presente) | Parámetros climáticos promedio de Iquique (1991–2020, extremos 1981–presente) | Parámetros climáticos promedio de Iquique (1991–2020, extremos 1981–presente) | Parámetros climáticos promedio de Iquique (1991–2020, extremos 1981–presente) | Parámetros climáticos promedio de Iquique (1991–2020, extremos 1981–presente) | Parámetros climáticos promedio de Iquique (1991–2020, extremos 1981–presente) | Parámetros climáticos promedio de Iquique (1991–2020, extremos 1981–presente) | Parámetros climáticos promedio de Iquique (1991–2020, extremos 1981–presente) |
| Mes                                                                           | Ene.                                                                          | Feb.                                                                          | Mar.                                                                          | Abr.                                                                          | May.                                                                          | Jun.                                                                          | Jul.                                                                          | Ago.                                                                          | Sep.                                                                          | Oct.                                                                          | Nov.                                                                          | Dic.                                                                          | Anual                                                                         |
| ----------------------------------------------------------------------------- | ----------------------------------------------------------------------------- | ----------------------------------------------------------------------------- | ----------------------------------------------------------------------------- | ----------------------------------------------------------------------------- | ----------------------------------------------------------------------------- | ----------------------------------------------------------------------------- | ----------------------------------------------------------------------------- | ----------------------------------------------------------------------------- | ----------------------------------------------------------------------------- | ----------------------------------------------------------------------------- | ----------------------------------------------------------------------------- | ----------------------------------------------------------------------------- | ----------------------------------------------------------------------------- |
| Temp. máx. abs. (°C)                                                          | 31.2                                                                          | 30.6                                                                          | 31.1                                                                          | 30.4                                                                          | 28.0                                                                          | 24.1                                                                          | 33.4                                                                          | 31.0                                                                          | 23.4                                                                          | 24.2                                                                          | 25.5                                                                          | 27.8                                                                          | 33.4                                                                          |
| Temp. máx. media (°C)                                                         | 25.4                                                                          | 25.9                                                                          | 24.9                                                                          | 22.7                                                                          | 20.5                                                                          | 18.7                                                                          | 17.8                                                                          | 17.8                                                                          | 18.5                                                                          | 19.8                                                                          | 21.5                                                                          | 23.5                                                                          | 21.4                                                                          |
| Temp. media (°C)                                                              | 22.0                                                                          | 22.2                                                                          | 21.3                                                                          | 19.5                                                                          | 17.8                                                                          | 16.5                                                                          | 15.6                                                                          | 15.6                                                                          | 16.1                                                                          | 17.1                                                                          | 18.6                                                                          | 20.3                                                                          | 18.6                                                                          |
| Temp. mín. media (°C)                                                         | 18.9                                                                          | 18.9                                                                          | 18.1                                                                          | 16.5                                                                          | 15.3                                                                          | 14.5                                                                          | 13.9                                                                          | 13.9                                                                          | 14.4                                                                          | 15.2                                                                          | 16.2                                                                          | 17.5                                                                          | 16.1                                                                          |
| Temp. mín. abs. (°C)                                                          | 14.8                                                                          | 14.7                                                                          | 13.0                                                                          | 11.7                                                                          | 9.9                                                                           | 8.5                                                                           | 8.3                                                                           | 7.6                                                                           | 9.0                                                                           | 8.5                                                                           | 11.9                                                                          | 12.4                                                                          | 7.6                                                                           |
| Precipitación total (mm)                                                      | 0.0                                                                           | 0.0                                                                           | 0.0                                                                           | 0.1                                                                           | 0.3                                                                           | 0.0                                                                           | 0.1                                                                           | 0.2                                                                           | 0.0                                                                           | 0.0                                                                           | 0.0                                                                           | 0.1                                                                           | 0.8                                                                           |
| Días de precipitaciones (≥ 1.0 mm)                                            | 0.0                                                                           | 0.0                                                                           | 0.0                                                                           | 0.0                                                                           | 0.0                                                                           | 0.0                                                                           | 0.1                                                                           | 0.1                                                                           | 0.0                                                                           | 0.0                                                                           | 0.0                                                                           | 0.0                                                                           | 0.2                                                                           |
| Horas de sol                                                                  | 317.8                                                                         | 296.2                                                                         | 297.9                                                                         | 252.5                                                                         | 211.4                                                                         | 161.0                                                                         | 151.2                                                                         | 158.2                                                                         | 189.7                                                                         | 235.6                                                                         | 275.7                                                                         | 315.1                                                                         | 2862.3                                                                        |
| Humedad relativa (%)                                                          | 66                                                                            | 66                                                                            | 68                                                                            | 70                                                                            | 71                                                                            | 71                                                                            | 71                                                                            | 72                                                                            | 71                                                                            | 70                                                                            | 68                                                                            | 67                                                                            | 69                                                                            |
| Fuente n.º 1: Dirección Meteorológica de Chile                                |                                                                               |                                                                               |                                                                               |                                                                               |                                                                               |                                                                               |                                                                               |                                                                               |                                                                               |                                                                               |                                                                               |                                                                               |                                                                               |
| Fuente n.º 2: NOAA (días con precipitaciones 1991–2020)                       |                                                                               |                                                                               |                                                                               |                                                                               |                                                                               |                                                                               |                                                                               |                                                                               |                                                                               |                                                                               |                                                                               |                                                                               |                                                                               |

### Hidrología
La Comuna se halla entre las cuencas costeras entre Tilviche y Loa (habitualmente seca) y la cuenca del río Loa que lleva agua todo el año. Además, la comuna posee diversos cuerpos de agua, entre los que se destacan el salar Grande.

## Medio ambiente

### Componentes bióticos

Trazado simplificado de los ecosistemas y cuerpos de agua presentes en la comuna de Iquique.

Dentro del territorio de la comuna se pueden hallar los siguientes ecosistemas:
- Bosque espinoso tropical interior donde predominan Geoffroea decorticans y Prosopis alba (Preocupación menor)
- Desierto tropical interior con vegetación escasa (Preocupación menor)
- Dunas tropicales costeras donde predominan Tillandsia landbeckii y Tillandsia marconae (Sin información)
- Herbazal efímero tropical costero donde predominan Nolana adansonii y Nolana lycioides (Preocupación menor)
- Matorral desértico tropical costero donde predominan Nolana sedifolia y Eulychnia iquiquensis (Preocupación menor)
- Matorral desértico tropical interior donde predominan Atriplex atacamensis y Tessaria absinthioides (Preocupación menor)

### Medidas de protección ambiental y conflictos socioambientales
Hasta 2022, la comuna de Iquique cuenta con las siguientes zonas que poseen algún nivel de protección ambiental: 
- Alto Chipana (Sitios ERB)[31]
- Alto Patache (Bien Nacional Protegido)[32]
- Bahía Chipana (Sitios Ley 19.300)[33]
- Desembocadura Río Loa (Bien Nacional Protegido, Sitios ERB y Sitios Ley 19.300)[34][35][36]
- Huantaca (Sitios ERB)[37]
- Huantajaya (Sitios ERB)[38]
- Humedal Playa Blanca (Humedal urbano)[39]
- Pabellón de Pica (Sitios ERB)[40]
- Punta Gruesa (Sitios ERB)[41]
- Punta Lobos (Sitios ERB)[42]
- Punta Patache (Sitios ERB y Sitios Ley 19.300)[43][44]
- Santuario de la Naturaleza Cerro Dragón (Santuario de la Naturaleza)[45]

## Demografía
Según las cifras históricas de los censos poblacionales, la comuna de Iquique ha experimentado un crecimiento significativo en su población a lo largo de los años. En el año 1885, Iquique tenía una población de 18,013 habitantes. Esta cifra se incrementó a 35,007 en 1895, y a 41,081 en 1907. Para 1920, la población fue de 38,375 habitantes, experimentando un aumento en 1930, alcanzando los 48,180 residentes. La población siguió creciendo en los años subsiguientes, registrándose en 39,282 en 1940, 40,934 en 1952, y 50,655 en 1960. Para 1970, Iquique albergaba a 64,977 personas, cantidad que se incrementó considerablemente en 1982 a 110,991 habitantes, y posteriormente a 144,417 en 1992. Los censos de 2002 y 2012 reflejaron una población de 168,397 y 184,953 respectivamente. En el año 2017, se registraron 191 468 habitantes, y los datos más recientes, del año 2023, indican una población de 230 595 residentes en la comuna de Iquique.
Según los datos recolectados en el censo del año 2002 realizado por el Instituto Nacional de Estadísticas, la comuna posee una superficie de 2242,1 km² y una población de 166 204 habitantes. Iquique acoge al 69,6 % de la población total de la región, de la cual un 1,09 % corresponde a población rural y un 98,91 % a población urbana. Actualmente los inmigrantes corresponden al 9,2 % de la población total. Las colectividades extranjeras más numerosas son la peruana y la boliviana. Existe también una importante colectividad de inmigrantes chinos, atraídos por el bum de la ZOFRI.
A comienzos del siglo XX, durante la época del llamado "auge del salitre" numerosos grupos de inmigrantes se asentaron en la rada de Iquique. Los grupos de inmigrantes europeos más numerosos fueron los italianos y los ingleses, seguidos por los españoles y austro-húngaros (hoy croatas). Un número importante de los descendientes de estos inmigrantes vive actualmente en la ciudad de Iquique.
La ciudad de Iquique tenía una población en 2002 de 164 396 habitantes y una superficie de 22,12 km², por lo que tiene una densidad de 7 432 hab/km². La comuna cuenta además con otras localidades como la aldea de Chanavayita con una población de 434 habitantes y con caseríos menores como Caleta San Marcos, Punta Gruesa, Caleta Chipana, Caleta Los Verdes y Río Seco.
En el nivel de comuna, los datos reflejan un crecimiento constante en la población de Iquique. En 1992, la comuna tenía 146,089 habitantes, número que se incrementó a 166,204 habitantes en 2002, y luego a 184,468 en 2012. El censo más reciente, de 2017, muestra una población de 191,468 habitantes a nivel de comuna.
En cuanto a la evolución demográfica a nivel de ciudad, los censos del INE muestran un crecimiento similar. En 1992, la población de la ciudad de Iquique era de 145,139 habitantes, incrementándose a 164,396 habitantes en el año 2002.
La comuna de Iquique se divide en los distritos:
- El distrito de Puerto posee una población de 3,721 habitantes y abarca 0.8 km².
- Barrio Industrial alberga 12,800 habitantes y tiene una extensión de 65.4 km².
- El distrito Hospital tiene 11,087 habitantes, con una superficie de 5.1 km².
- Caupolicán cuenta con 19,486 habitantes, en un área de 2.2 km².
- Playa Brava posee 18,580 habitantes y 2.1 km² de superficie.
- Cavancha tiene 13,729 habitantes y abarca 1.4 km².
- Parque Balmaceda, con 10,843 habitantes, tiene 1.1 km² de superficie.
- Arturo Prat alberga 10,773 habitantes en 1.0 km².
- Punta Lobos cuenta con 1,592 habitantes y una gran extensión de 2,127.8 km².
- Gómez Carreño tiene 23,165 habitantes y 1.7 km² de superficie.
- La Tirana, con una población de 40,428 habitantes, abarca 33.5 km².

## Administración

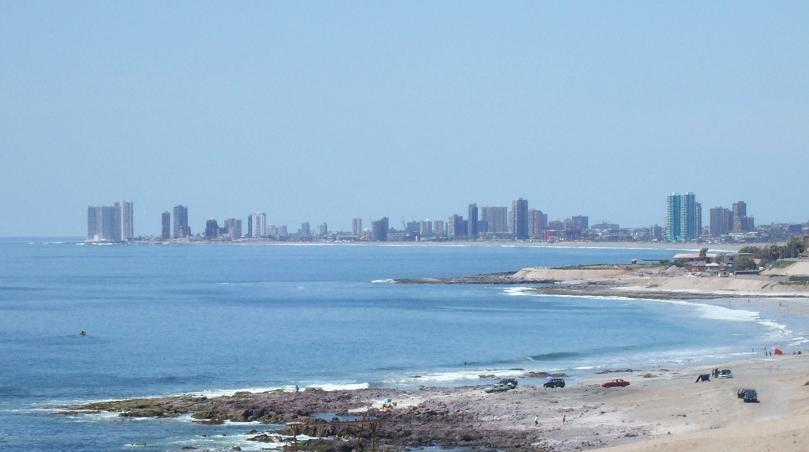
Iquique desde el sur.

### Municipalidad
La Municipalidad Ilustre de Iquique está dirigida desde 2016 por el alcalde Mauricio Soria Macchiavello (Ind./PPD), mientras que el concejo municipal para el período 2024-2028 está compuesto por los siguientes concejales:
- Martín Lonza Munizaga (Ind./UDI)
- Sebastián Vergara Alfaro (AH)
- Domingo Campodónico Saluzzi (REP)
- Rodrigo Oliva Vicentelo (Ind./FA)
- Washington Santos Artos (FRVS)
- Roxana Vigueras Cherres (PL)
- Néstor Jofré Cáceres (RN)
- Carolina Valdés Díaz (Ind./PDG)
- Washington Maldonado Maya (Ind./PS)
- Cristián Barra Fasciani (REP)

### Representación parlamentaria
Iquique pertenece al Distrito Electoral N.º 2 y pertenece a la 2.ª circunscripción senatorial (Tarapacá). Es representada en la Cámara de Diputados del Congreso Nacional por los diputados Renzo Trisotti Martínez (UDI), Danisa Astudillo (PS) y Matías Ramírez (PCCh). A su vez, es representada en el Senado por los senadores Luz Ebensperger Orrego (UDI) y Jorge Soria Quiroga (Ind-PPD).

## Economía
La actividad económica de Iquique, capital de la Región de Tarapacá, se basa principalmente en el comercio internacional a través de la Zona Franca de Iquique (ZOFRI) y el puerto marítimo (uno de los seis de mayor movimiento portuario de Chile), la gran minería del cobre, el turismo, la industria pesquera, manufacturas, construcción.
En 2018, la cantidad de empresas registradas en Iquique fue de 7404. El Índice de Complejidad Económica (ECI) en el mismo año fue de 0,89, mientras que las actividades económicas con mayor índice de Ventaja Comparativa Revelada (RCA) fueron Fabricación de Acumuladores de Pilas y Baterías Primarias (49,64), Actividades del Poder Judicial (27,5) y Reparaciones Eléctricas y Electrónicas (19,43).

### Comercio

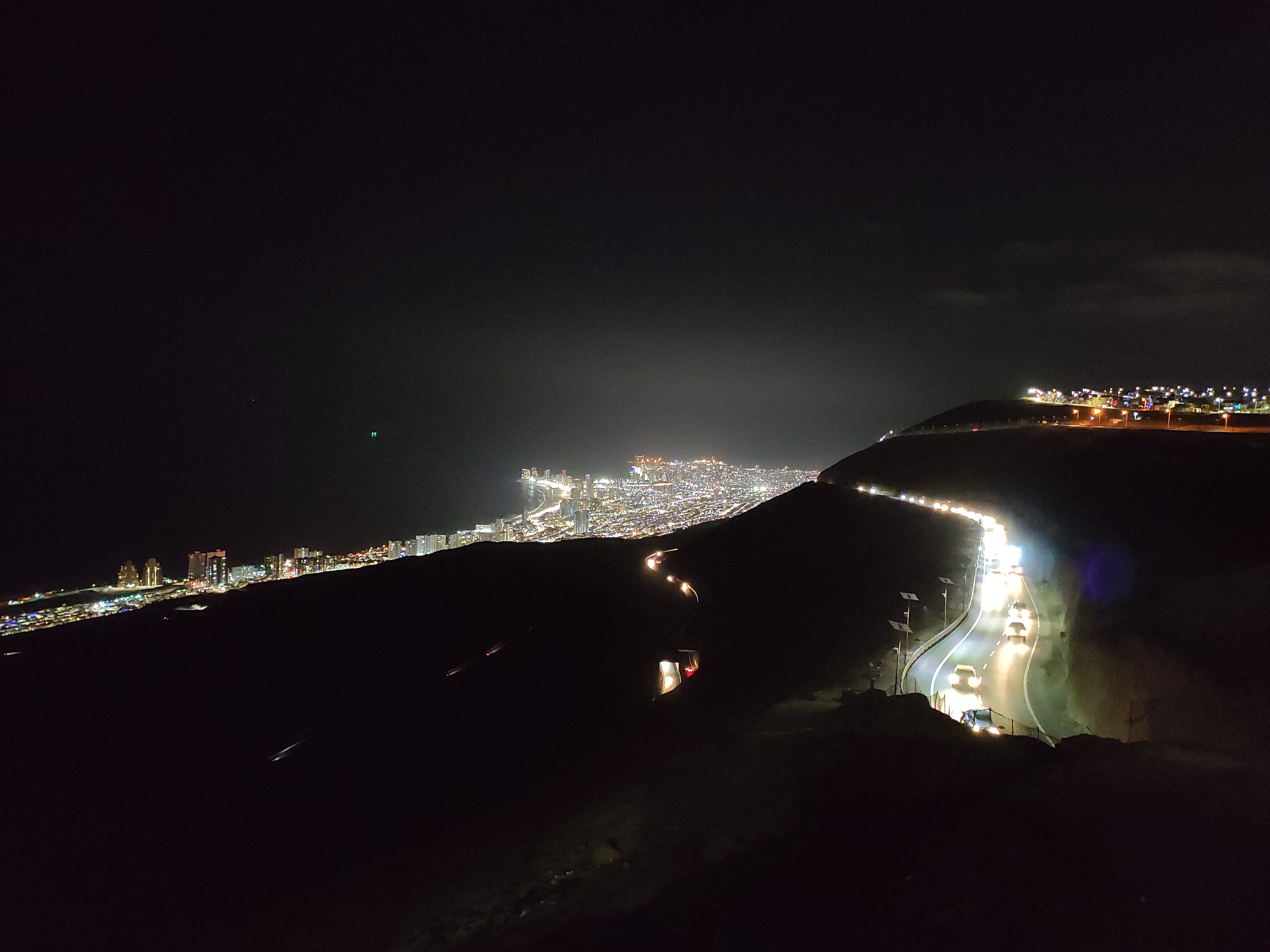
Vista nocturna de Iquique desde Alto Hospicio.

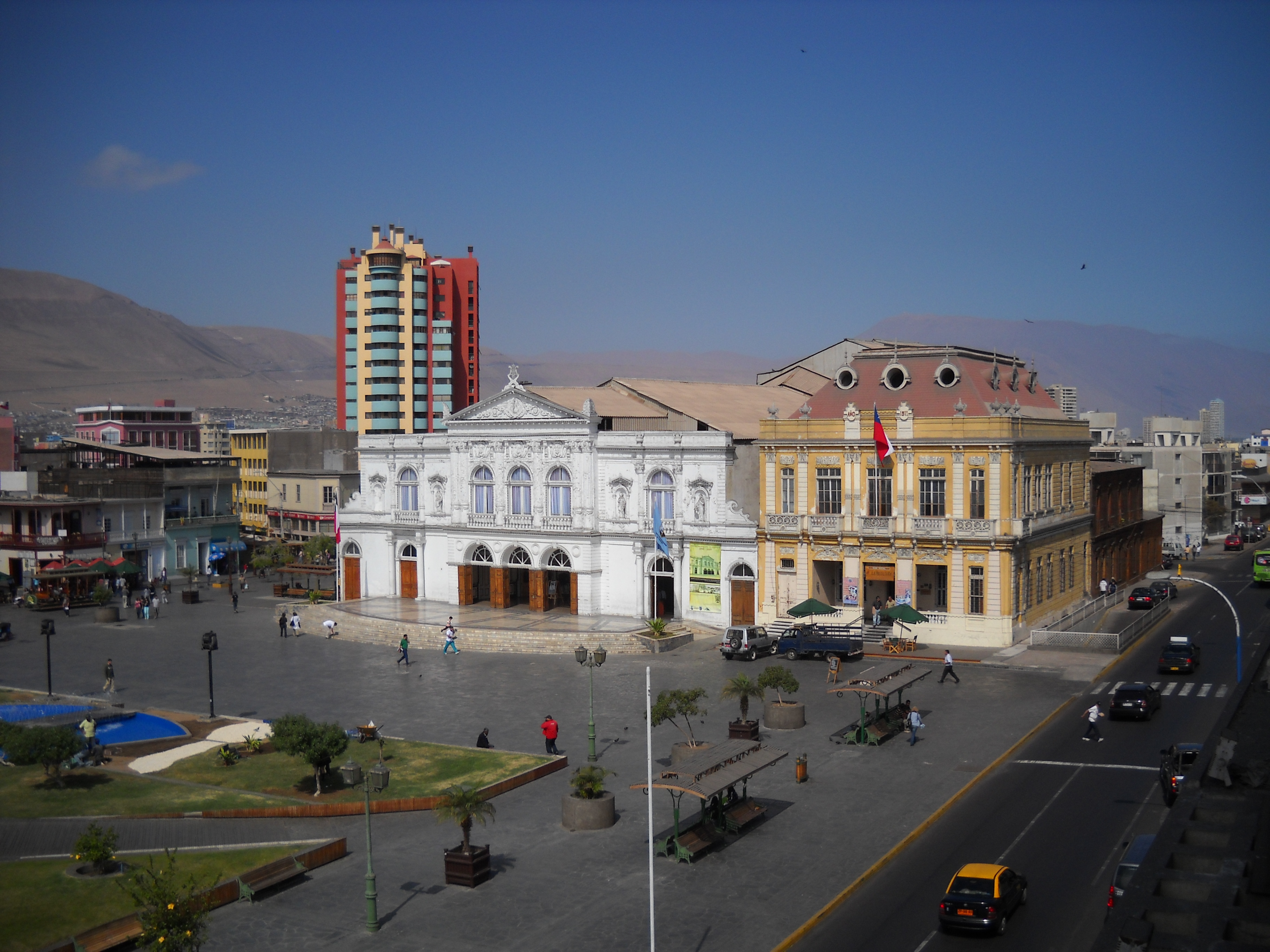
Teatro Municipal de Iquique.

El comercio es importante, pues la región es el paso de los productos chilenos hacia los países del norte (Perú y Bolivia) y hacia Brasil, debido al corredor interoceánico existente. La ZOFRI (Zona Franca de Iquique), ha provocado el progreso del desarrollo comercial, especialmente en la venta de automóviles y productos tecnológicos, algo muy atrayente para gran cantidad de chilenos y extranjeros. La ciudad cuenta con 3 centros comerciales llamados Mall, uno de ellos es el Mall Zofri, el cual es parte de sistema de zona franca, la cual vende productos al detalle sin el pago de IVA del 19 %, el otro es el Mall Plaza Iquique (anteriormente Mall Las Américas), que contiene las tiendas Falabella y La Polar. En este centro de negocios operan más de 1650 empresas, las que efectúan operaciones de compraventa del orden de 4700 millones de dólares al año. Además de todo esto la ciudad tiene un centro de servicios bien constituido en que las grandes multitiendas, conviven con centros bancarios, entidades públicas y PYMES que en su mayoría abarca sectores desde el manufacturero, retail, expendido de alimentos u otros. Dentro del sector comercial en el paseo Baquedano queda como sector altamente turístico desarrollándose alrededor de este los servicios que necesitan muchas empresas de la zona, constituyéndose este sector de la ciudad un rol comercial y centro de negocios gracias al bum de las oficinas principalmente en este sector por sus ventajas comparativas con el resto de la ciudad, así como la comisaría general que está en la zona y los diversos cuarteles de bomberos.

### Pesquero
Las producciones de harina y aceite de pescado representan el 50 % y el 60 % del total nacional.
La pesca industrial, iniciada en la década de 1950, genera el mayor aporte al Producto Geográfico Bruto, con un 26 %. Iquique es el mayor puerto pesquero de Chile, desembarcando el 35 % del total de la pesca del país (especialmente al anchoveta y el jurel) y cuya extracción genera aceite y harina de pescado en un 95 %, siendo destinado el 5 % restante a conservas, congelados y otros.

### Manufactura
En la industria manufacturera, representa el 5 % del Producto Geográfico Bruto y su mayor esfuerzo está en los astilleros, los cuales han ampliado su capacidad de construcción un ejemplo de ello, es los astilleros de la Marco Chilena, la cual construye desde buques pesqueros hasta lujosos yates. Las maestranzas, de la ciudad fabrican partes y piezas de repuestos dirigidos a la actividad industrial especialmente aquellas que sirven a la industria minera y pesquera.

### Construcción
La construcción de obras civiles en la ciudad ha sido el motor del crecimiento de Iquique durante los últimos 15 años, otorgando un sello muy dinámico al sector de la construcción. Sin embargo, la falta de terreno en el radio urbano ha impedido que la construcción de casas prospere y en la actualidad sean las torres de edificios que dominan la construcción en la ciudad. Es destacada la construcción de edificios altos sobre los 25 pisos que ocupan eficientemente los pocos terrenos disponibles. Actualmente la construcción de edificios residenciales se proyectan en el sector sur de la ciudad principalmente: Bajo Molle, pero debido a que se encuentra fuera del radio urbano, el sector carece de infraestructura acorde, las construcciones destinadas a vivienda resultan pocas. Otro sector que acoge la construcción de edificios es en el sector costero principalmente Cavancha y Playa Brava lugar donde se está construyendo la torre más alta de la ciudad con 37 pisos de altura.

### Minería
La minería metálica está presente especialmente en lo que se refiere al mineral cobre. El cobre se extrae en Quebrada Blanca, Cerro Colorado y en Doña Inés de Collahuasí, que entró en plena producción en 1999 y ya es casi una de las mayores minas del mundo.
La minería no metálica es el principal producto en volumen es el Cloruro de Sodio (sal común), extraído en el Salar Grande.
Es de cuerpo cristalino y casi puro (98,5 % de pureza). Se extraen más de seis millones de toneladas al año.
También es importante la producción de salitre y yodo extraído por el reciclaje de antiguas oficinas salitreras en Huara y Pozo Almonte y nuevas oficinas como Nueva Victoria.

### Turismo
La actividad turística es muy importante para la ciudad ya que representa uno de los principales recursos económicos en proyección hacia el futuro, posee características naturales esenciales; un balneario en la ciudad que es apto para el baño sin representar riesgos ni poseer corrientes o oleaje fuerte (gracias a la protección que otorga la península), también por poseer un clima templado que bordea temperaturas agradables, por poseer playas, panoramas desérticos y facilidades de estadía, por último su atractivo de arquitectura del tiempo de las salitreras. Posee uno de los mejores desarrollos turísticos a nivel nacional, el rubro de hoteles, restaurantes y comercio representaba un 30,68 % del PIB.

### Organizaciones sindicales
En Iquique existen numerosas e influyentes organizaciones sindicales, muchas de ellas afiliadas a la CUT, siendo de las más importantes los sindicatos portuarios, ZOFRI, sindicatos mineros, comercio y funcionarios públicos.
También organizaciones sindicales fortalecidas por hechos históricos como por ser la "Matanza de Santa María", el 17 de diciembre de 1907. Las representaciones sindicales están dadas por; comercio, funcionarios públicos, minerías y construcción, entre otros.

## Relaciones internacionales
La ciudad de Iquique es sede de una serie de instituciones de relaciones internacionales, tales como la Unidad Regional de Asuntos Internacionales (URAI) del Gobierno Regional de Tarapacá, encargada del análisis y gestión de las relaciones bilaterales y multilaterales de la región con los países vecinos de Perú y Bolivia, América Latina y el resto del mundo, la Comisión de Turismo, Patrimonio y Relaciones Internacionales del Consejo Regional de Tarapacá, la oficina regional del Servicio Nacional de Migraciones, la oficina regional de la Dirección General de Promoción de Exportaciones (ProChile), el Departamento de Migraciones y Policía Internacional de la Policía de Investigaciones, y la Oficina de Migrantes de la Municipalidad de Iquique.
En materia de relaciones internacionales y educación, los principales actores dentro de Iquique son la Dirección General de Relaciones Internacionales y el Instituto de Estudios Internacionales de la Universidad Arturo Prat, el que cuenta con los programas de formación de posgrado de Doctorado en Estudios Transfronterizos, y Magíster en Relaciones Internacionales y Estudios Transfronterizos.

### Consulados
| - Bolivia (Consulado) - Brasil (Consulado Honorario) - China (Consulado General) - Colombia (Consulado Honorario) - España (Consulado Honorario) - Israel (Consulado Honorario) | - Italia (Consulado Honorario) - Noruega (Consulado Honorario) - Países Bajos (Consulado Honorario) - Paraguay (Consulado) - Perú (Consulado General) - Suecia (Consulado Honorario) - Turquía (Consulado Honorario) |

## Servicios públicos

### Educación

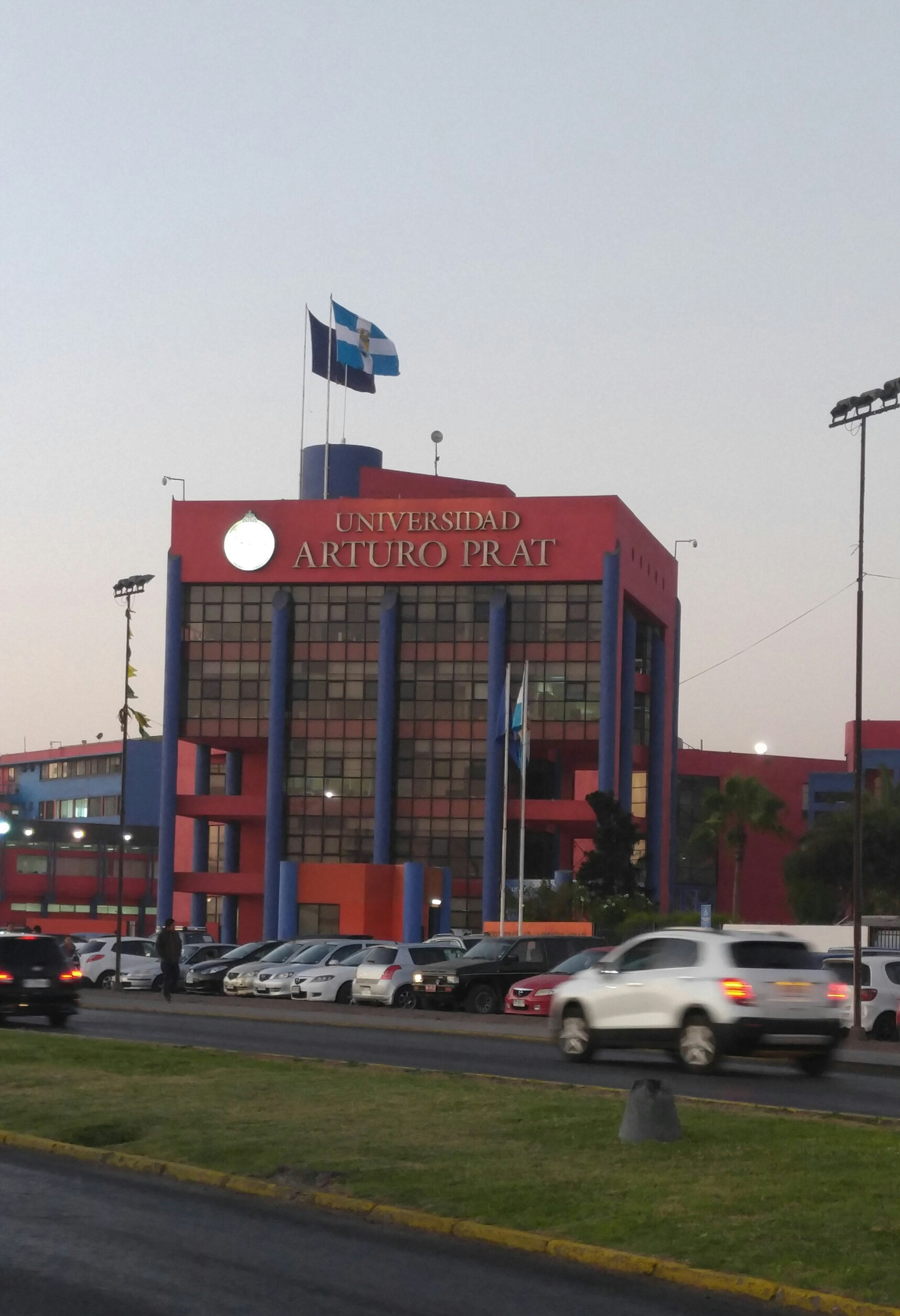
Edificio central de la Universidad Arturo Prat de Iquique.

La comuna de Iquique cuenta con establecimientos educacionales públicos, subvencionados y particulares, en los cuales se imparte la educación Preescolar, Educación Básica y Educación Media y se desglosan de la siguiente forma: 28 colegios Públicos, 33 colegios privado - subvencionados y 8 colegios privados.
La ciudad también cuenta con diversas universidades:
- Universidad Arturo Prat (fundada en 1965 como Universidad de Chile, Sede Iquique).
- Universidad de Tarapacá.
- Universidad Santo Tomás.
- Universidad del Mar. (Cerrada el 2013)
- Universidad Bolivariana.
- Universidad Tecnológica de Chile (INACAP).

### Bomberos
La primera compañía de bomberos de la ciudad (aún peruana), fue fundada el 10 de diciembre de 1870 por Alfonso Ugarte y Guillermo Billingurst. Entre los años 1860 y 1866, funcionó una compañía de bomberos llamada "Compañía de Bombas Peruana" de la cual solo se hace mención en el libro Historia de las Compañías de Bomberos de Iquique, de Dimas Filgueira, editorial Bini1888, Iquique, de la cual no hay mayores detalles, salvo que sus implementos pasaron a ser parte de la bomba Iberia N.º 1 años más tarde.
En la actualidad, el Cuerpo de Bomberos de Iquique, se encuentra afiliado a la Junta Nacional de Cuerpos de Bomberos de Chile.
Por otro lado la ciudad de Iquique tiene uno de los cuerpos de bomberos más antiguo de Chile, por lo tanto, es mucha la relación histórica que tiene con la ciudad, ya que grandes incendios han afectado a edificaciones antiguas, grandes industrias y casas-habitaciones. Fundado el 7 de octubre de 1875[cita requerida], ha estado por 140 años al servicio de la comunidad. Nueve compañías organizadas y entrenadas en distintas especialidades (Agua, rescate, Hazmat, escalas y trauma) componen la institución:
- Compañía Española de Bomberos "Española" N.º1. Especialidad de agua y trauma.
- Compañía Alemana de Bomberos "Germania" N.º2. Fundada el 18 de octubre de 1872 por residentes alemanes. Especialidad de agua y rescate.
- Compañía Italiana de Bomberos "Ausonia" N.º4. Especialidad de agua y materiales peligrosos.
- Compañía Croata de Bomberos "Dalmacia" N.º5. Fundada originalmente por Peruanos en 1874. Luego de la guerra de 1879, miembros de la colonia Austrohúngara residente en Iquique -croatas provenientes de la región de Dalmacia- asumen su dirección). Especialidad de agua y escalas.
- Compañía Chilena de Bomberos "Sargento Aldea" N.º6. Esta compañía, en época Peruana era una compañía de residentes Chilenos. Especialidad de agua y rescate.
- Compañía de Bomberos "Bomba Tarapacá" N.º7. Especialidad de agua, rescate vehicular e incendios en altura.
- Compañía Británica de Bomberos "Victoria" N.º11. Fundada el 24 de mayo de 1909 por residentes Británicos. Especialidad de agua y rescate técnico pesado.
- Compañía de Bomberos "Iquique" N.º12. Especialidad de agua.
- Compañía de Bomberos "Guardiamarina Ernesto Riquelme" N.º14. Especialidad de agua, rescate y trauma.
- Compañía de Bomberos "Gilberto Molina Gahona" N.° 16. Ubicada en la caleta Chanavayita a 60 km al sur de Iquique. Especialidad de agua.

#### Restos mortales de Arturo Prat
- Acontecido ya el Combate Naval de Iquique (21 de mayo de 1879), los restos mortales del Capitán Arturo Prat Chacón, son trasladados hasta el cuartel de la Primera Compañía de Bomberos, en ese entonces, "Bomba Iberia". Toda esta operación fue supervisada por el Sr. Eduardo Llanos.

### Hospital
El Hospital Regional de Iquique Dr. Ernesto Torres Galdames es el principal recinto hospitalario de la Región de Tarapacá.

### Guarnición
| Rama                  | Acuartelamiento |
| --------------------- | --- |
| Ejército de Chile     | Comandancia de la VI División de Ejército - Pelotón de Aviación N.º 6 |
| Armada de Chile       | Comandancia de la Cuarta Zona Naval - Destacamento de Infantería de Marina Nº1 "Lynch" - Grupo Aeronaval Norte - Museo Naval de Iquique Gobernación marítima de Iquique - Capitanía de puerto de Iquique                                      |
| Fuerza Aérea de Chile | Comandancia de la I Brigada Aérea - Grupo de Aviación N.º 1 - Grupo de Aviación N.º 2 - Grupo de Aviación N.º 3 - Grupo de Defensa Antiaérea N.º 24 - Grupo de Telecomunicaciones y Detección N.º 34 - Grupo de Infantería de Aviación N.º 44 |

## Cultura

### Tradiciones

#### Festividad Religiosa Virgen de la Tirana
La festividad religiosa de la Virgen de la Tirana se celebra actualmente cada 16 de julio en el pueblo de La Tirana, donde participan bailes de diversos tipos en devoción a la Virgen del Carmen. Esta es la festividad más importante del norte grande, debido a la masiva concurrencia de peregrinos.

#### Carros Alegóricos Navideños

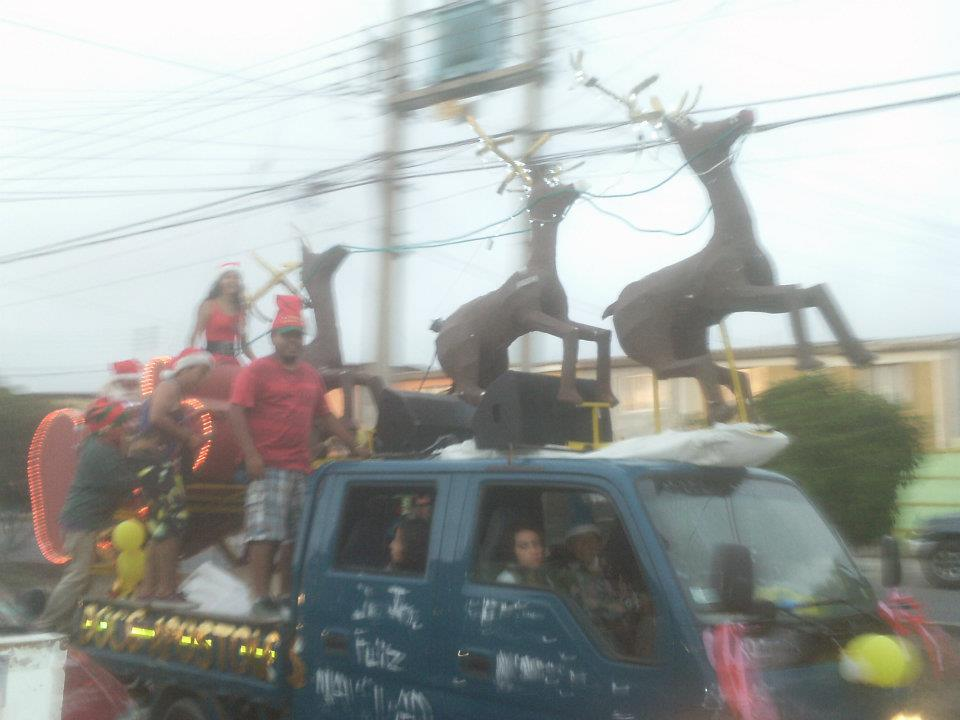
Carro alegórico navideño paseando por Iquique.

Tradición navideña que consiste en caravanas de autos y camiones con adornos navideños que se dedican a lanzar caramelos a los niños espectadores que los ven pasar en días antes de la Navidad. Todo comenzó al principio de los años 60, personal de Correos de Chile comenzó a llevar regalos a sus hijos en el camión del reparto de encomiendas y un funcionario, Mario Vidal, se vestía como el "Viejito Pascuero" y ambos salían el día 24 de diciembre en la tarde a visitar las casas de los funcionarios que tenían hijos menores. El carro era simple, solo el viejo pascuero y sus ayudantes; estos no se disfrazaban y el camión no tenía adornos.
Con el paso de los años, las pesqueras iquiqueñas se sumaron y los sindicatos de las pesqueras de Iquique comenzaron a adornar el vehículo y cada vez mejor, paulatinamente, hasta llegar a los carros alegóricos de hoy en día. En la actualidad, este suceso se ha consolidado como una tradición que se repite anualmente en épocas navideñas (a mediados de diciembre). No obstante, esta tradición ha ido evolucionando.
Cada año, los carros alegóricos navideños cargan entre 10 y 15 voluntarios en el camión disfrazados de viejos pascueros o de personajes de dibujos animados infantiles que lanzan caramelos a los niños espectadores que ven pasar a dichos camiones y estos mismos pasan por todo Iquique llenos de colores, caramelos, músicas taquilleras y mucha alegría que reparten hacia los niños y familias espectadoras que los ven pasar. Muchos carros hasta incluyen las llamadas bandas de bronces (típicas de los bailes religiosos de la fiesta de La Tirana) tocando música en vivo mientras recorren todo Iquique y Alto Hospicio.
El fin de esta notable tradición consiste en que las empresas y sindicatos que organizan estas caravanas navideñas detengan su recorrido en cada casa de sus funcionarios cuyos hijos menores reciban regalos navideños como también se hacía en los años 60.
Esta tradición es reconocida por los iquiqueños por ser única a nivel mundial.

### Museos

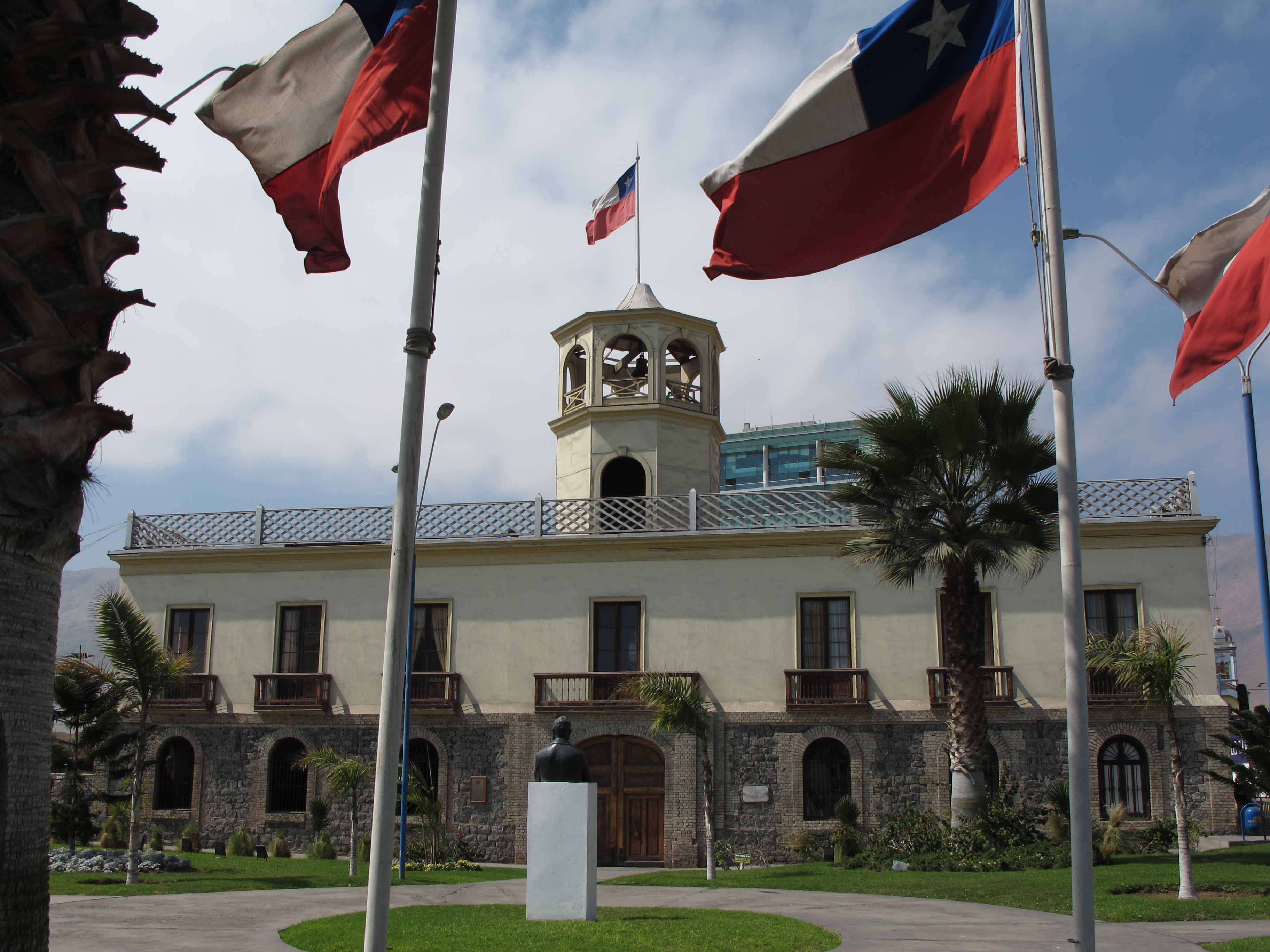
Vista del frontis de la ex-aduana de Iquique.

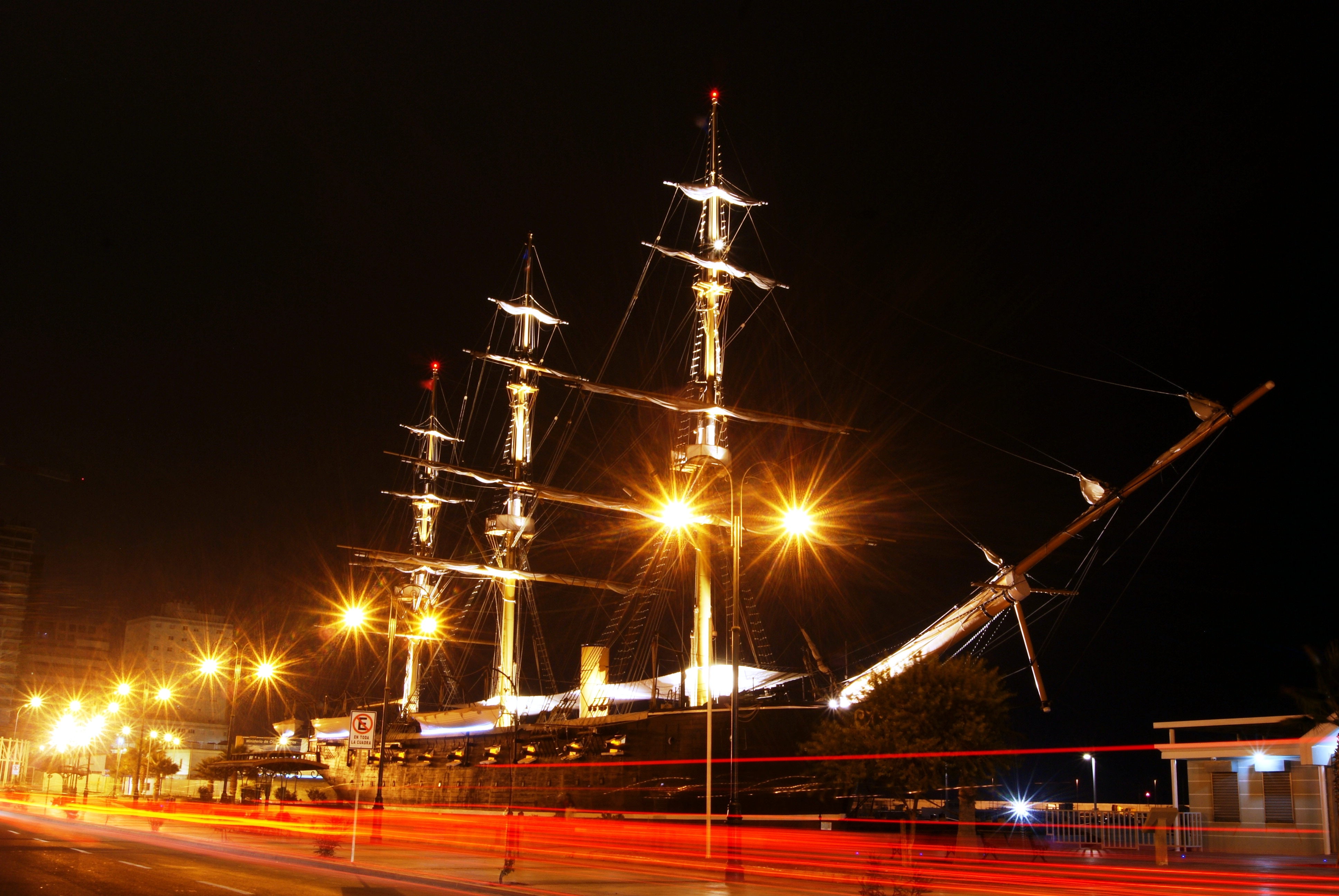
Museo Corbeta Esmeralda.

- Vista del frontis de la ex-aduana de Iquique. Museo Corbeta Esmeralda.Museo Municipal de Iquique: dependiente de la Corporación Municipal de Desarrollo de Iquique, ocupa el antiguo edificio de la empresa Astoreca, construido en 1902. Posee colecciones de etnográficas de las poblaciones aimaras del altiplano andino e indígenas de la costa. Cuenta, además, con una sala dedicada a la explotación salitrera. Se ubica en Paseo Baquedano 951.
- Museo Naval Iquique: Inaugurado el 20 de mayo de 1983 por la Armada de Chile para exhibir los elementos rescatados del naufragio de la corbeta Esmeralda. El Museo conserva elementos originales de numerosos buques que participaron en la Guerra del Pacífico, siendo su mayor colección los extraídos de la corbeta Esmeralda donde destaca la baranda de toldilla, desde donde el capitán Arturo Prat arengó a la tripulación el 21 de mayo de 1879. La edificación sufrió un incendio en 2016. Se encuentra ubicado en un costado del edificio de la antigua Aduana de Iquique, edificio que sirvió como prisión a los sobrevivientes del combate naval de Iquique. El edificio fue declarado Monumento Nacional por el D.S. 1559 de 1971. De igual forma los restos de la corbeta Esmeralda fueron declarados Monumento Nacional por el D.S. 723 de 1973.
- Museo Histórico Militar: dependiente de la VI División de Ejército, su sencilla colección muestra objetos e indumentaria de la Guerra del Pacífico. Se encuentra en Paseo Baquedano 1396.
- Museo del Mar: de propiedad de la Universidad Arturo Prat, es de carácter privado. Su colección, que está en proceso de clasificación incluye principalmente una muestra de la zoología y fauna marina del litoral. Se ubica en el Campus Huayquique de la UNAP.
- Museo Corbeta Esmeralda: Es una réplica a tamaño real de la Corbeta Esmeralda. En diciembre de 2007, fue entregado oficialmente el proyecto de construcción de la réplica de la Corbeta "Esmeralda", de altura y dimensiones similares a la que se encuentra hundida en la rada de Iquique. La colocación de la primera piedra de la obra, que está siendo levantada en el Paseo Lynch, fue efectuada en mayo de 2010, con la presencia del Presidente de la República Sebastián Piñera Echenique, dando inicio a su construcción. La construcción tenía un costo inicial de US$5.000.000 (Cinco millones de dólares), aportados por la Compañía Minera "Doña Inés de Collahuasi", y desarrollados por la Empresa Constructora Ingevec. Esta réplica de la Corbeta "Esmeralda" es parte de las Obras Bicentenario, conjunto de obras desarrolladas por el Gobierno de Chile junto con privados para conmemorar el Bicentenario de la Independencia de Chile, y fue inaugurada en mayo de 2011. En la actualidad es posible acceder a ella pagando una admisión para el mantenimiento de la embarcación a escala 1:1.

## Lugares de interés

### Palacio Astoreca

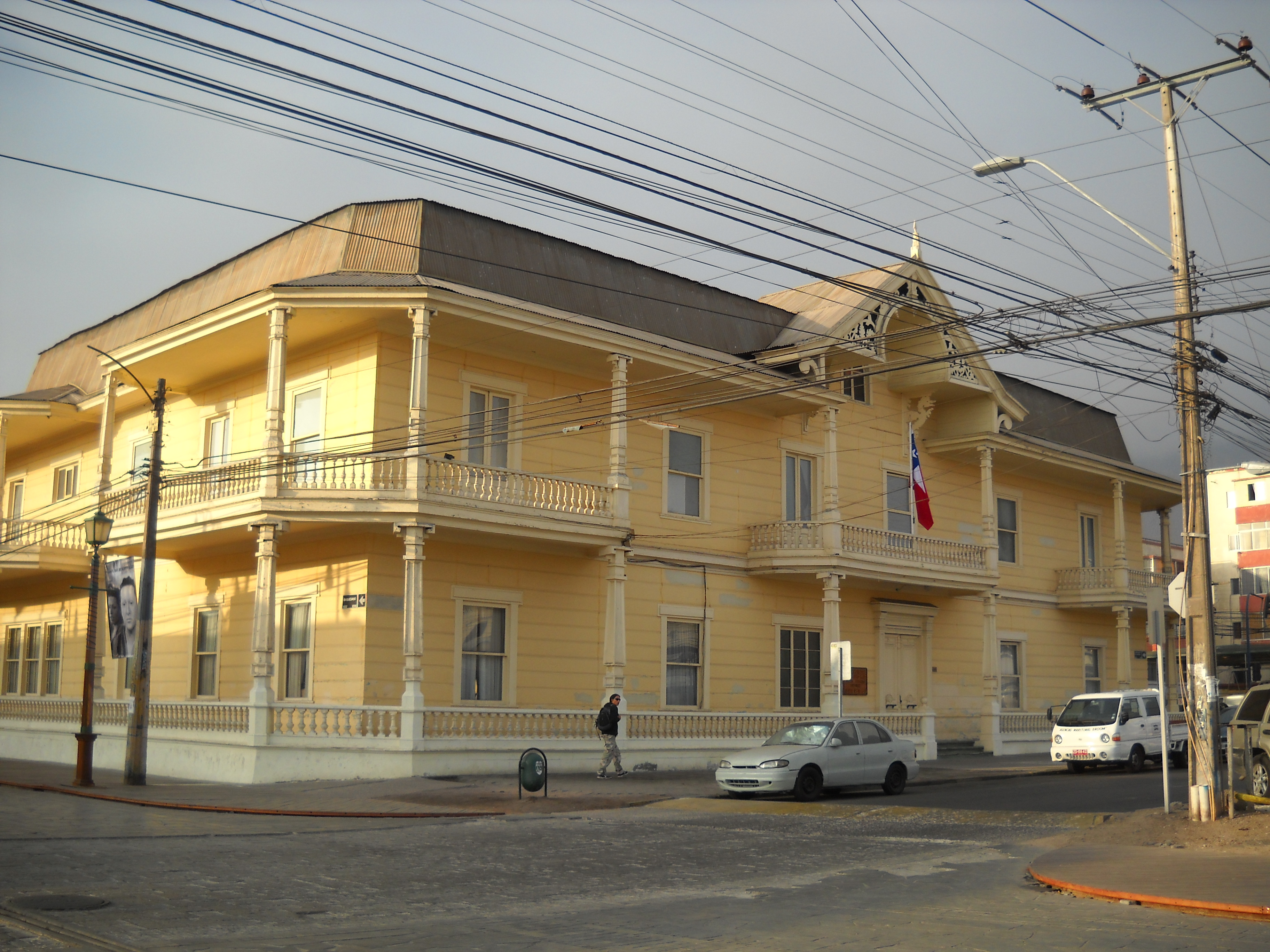
El Palacio Astoreca fue construido en 1904.

A principios del siglo XX, estaba en su apogeo la industria del salitre. En las primeras décadas de ese siglo, Iquique crece económicamente de una manera sorprendente gracias a los importantes avances de procesamiento del Salitre, el que era exportado a diversos países de Europa. Existían en la época 170 oficinas salitreras. Los dueños de estas oficinas construyeron sus casas de estilo Georgiano en Iquique, especialmente en calle Baquedano.
En ese contexto se construye el Palacio Astoreca en 1904 por encargo de don Juan Higinio Astoreca, dueño de las oficinas La Granja, Felisa, La Aurrera e Iris.
El Palacio Astoreca está construido integralmente de pino oregón. Su arquitectura está inspirada en el estilo Georgiano. Este edificio tiene 1400 m², en el primer piso se hicieron 15 departamentos y 22 en el segundo. La casa perteneció a la familia Astoreca, pero no fue habitada por ellos, porque en 1904 decidieron trasladarse a Valparaíso, para en 1909 vender con todo su mobiliario la propiedad al gobierno, en la suma de 80.000 CLP. A partir de ese entonces comenzó a funcionar allí la intendencia regional, hasta que en 1977 se traslada al nuevo edificio las habitaciones decoradas con muebles de diferente estilo, entre los que destacan: Neo-Luis XVI, Art Nouveau, Neo Renacimiento francés, entre otros. El Palacio Astoreca es una joya arquitectónica que puede ser visitado por el público en general, para admirar la grandeza de una época pasada.

### Plaza Arturo Prat
La Plaza Arturo Prat es la plaza de Armas de la ciudad de Iquique. Un imperdible punto de referencia para todos los visitantes. Aquí se encuentran construcciones imponentes como la Torre del Reloj y el Teatro Municipal. Además, todos los árboles y palmeras que adornan la plaza son Patrimonio Nacional debido a su antigüedad. También, cuenta con muchos banquillos para reposar.

### Paseo Baquedano

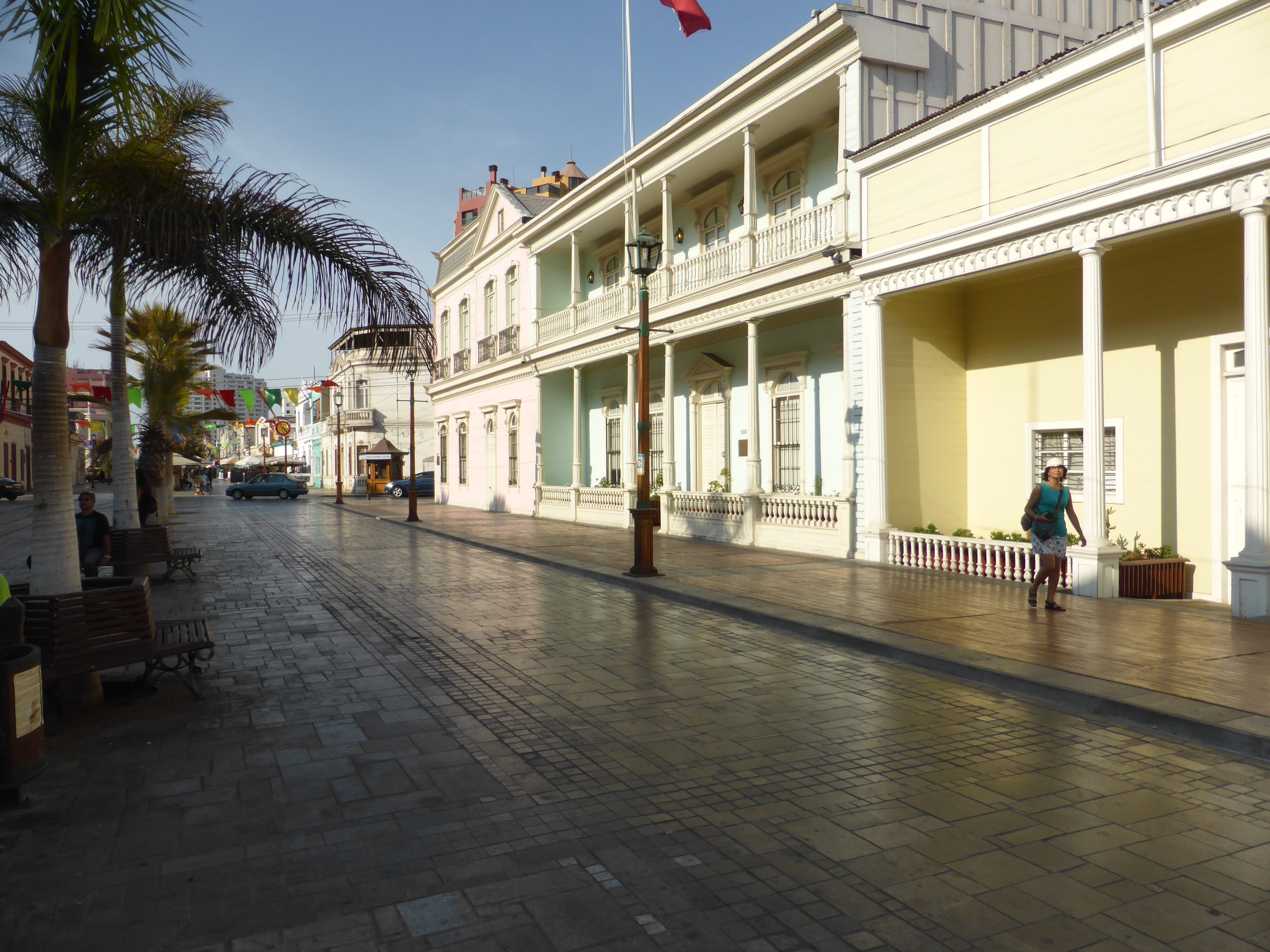
Avenida o Paseo Baquedano.

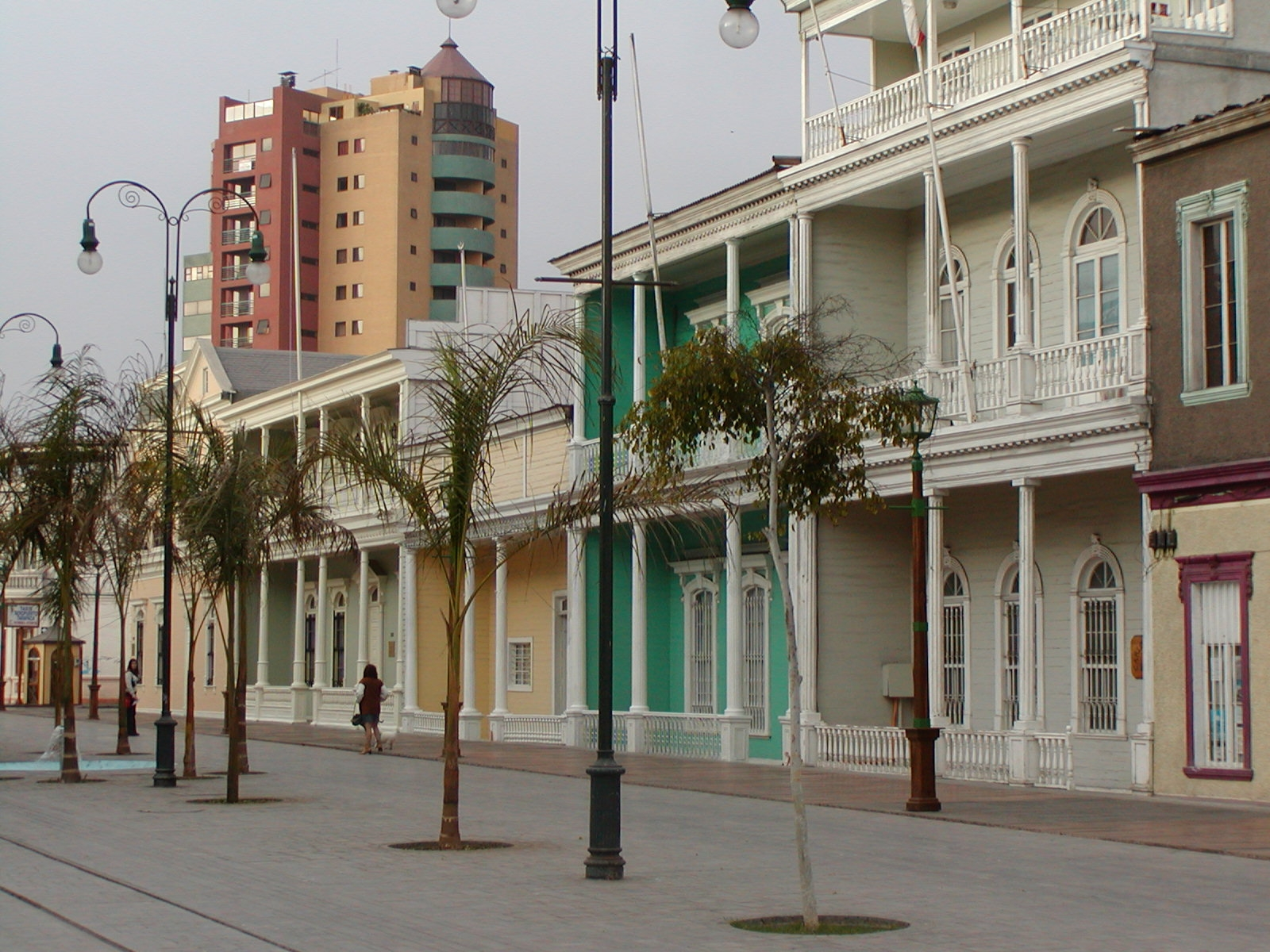
Paseo Baquedano.

La calle Huancavelica durante la República del Perú, y Baquedano cuando el puerto cae bajo la dominación chilena, constituye la columna vertebral de la ciudad.
Baquedano era la calle por donde la aristocracia iquiqueña paseaba. Por aquí sus escándalos tan bien relatados en la novela de Juanito Zola, "Tarapacá" despertó a las decenas de puritanas que allí dormían. Al final de esta calle, hacia el sur, y por las calles Obispo Labbé, Patricio Lynch y Bulnes se constituyó el barrio inglés. La Iglesia Anglicana y la Logia Masónica son sus referentes simbólicos.
La calle Baquedano es testimonio del auge de la industria salitrera en la provincia. Las casas se edificaron entre 1820 y 1920, las cuales fueron construidas con similar arquitectura, así dar un toque especial a esta calle. Durante la administración peruana esta calle se llamó Santa Rosa, después Huancavelica; posteriormente, en la administración chilena Manuel Baquedano y Cristian Fonseca.
Las casas construidas con pino oregón, madera que llegó a este puerto procedente de Estados Unidos y Canadá, construidas por el sistema de armazón simple o “Balloon Frame”, estilo arquitectónico georgiano. Destacan sus corredores hacia la calle con livianos pilares y balaustradas de madera y hermosos marcos de puertas y ventanas, el uso de lucarnas o linternas, de miradores y el techo aéreo sombreado sobre la azotea.
Hoy la calle Manuel Baquedano está convertida en un paseo público. En el día reúne a diversos comerciantes de antigüedades, quienes junto con ofrecer los más insólitos y novedosos productos rememoran el tiempo de las salitreras. Además nos podemos encontrar a lo largo del paseo una serie de restaurant-pub-bar que han ido apropiándose y remodelando la calle, recuperando (o empeorando para muchos) la vida del lugar, siendo ésta, una fuente laboral-económica importante para muchas personas.
Vale destacar que en el paseo se encuentran ubicados importantes centros culturales de la ciudad, como el Museo Regional, el Museo Militar y el palacio Astoreca; y educativos como el Liceo Libertador General Bernardo O'Higgins (ex Liceo de Hombres), establecido en 1886 y ubicado entre las calles Orella y Manuel Bulnes.

### Teatro Municipal de Iquique

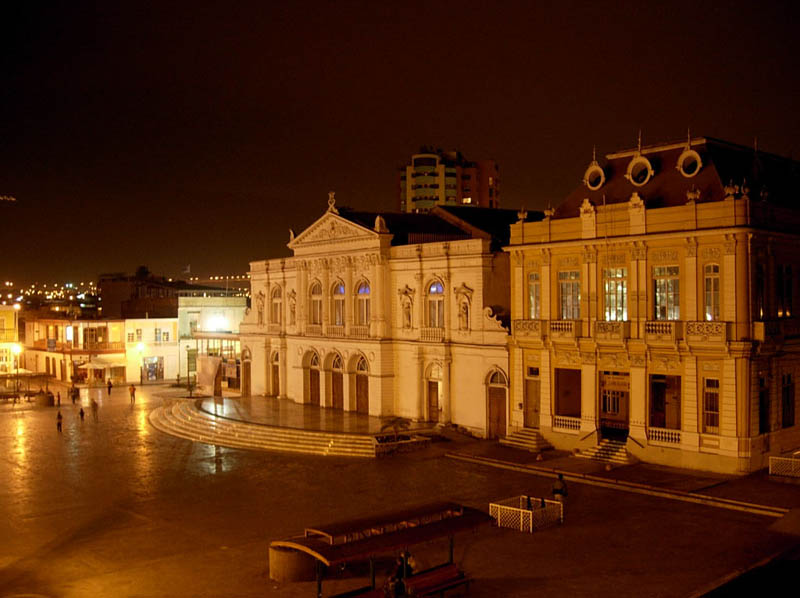
El Teatro Municipal de Iquique de noche.

El auditorio del teatro municipal de Iquique.

El Teatro Municipal de Iquique fue construido en 1889 por los hermanos Soler y se caracteriza por una fachada de estilo Neoclásico con cuatro figuras femeninas que representan cuatro ramas del arte: la música, el teatro, la danza y la pintura. El Teatro está íntegramente construido en madera de pino oregón, madera estructural proveniente de Canadá. Las cañas, arcilla y conchuela molidas son los materiales de construcción predominantes. Durante la época de oro del salitre este teatro fue el escenario de representaciones de ópera, zarzuela y teatro de nivel internacional. En el Hall del teatro se encuentra un Foyer, bajo su cúpula central están pintados cuatro genios de la música y cuatro querubines que representan la música, la danza, la pintura y el teatro.
Actualmente, esta arquitectura es Monumento Nacional, por Decreto Supremo de 1977.
Es por este motivo que desde el año 2009 se encuentra cerrado y en proceso de restauración para su conservación y utilización exclusiva para fines culturales y artísticos. Esta determinación se dio como fundamento porque en los últimos años el Teatro Municipal se utilizaba para actos políticos, religiosos y educativos como licenciaturas y aniversarios de establecimientos educacionales, perdiendo el rasgo que tuvo en sus años de esplendor.

### Boya Corbeta Esmeralda

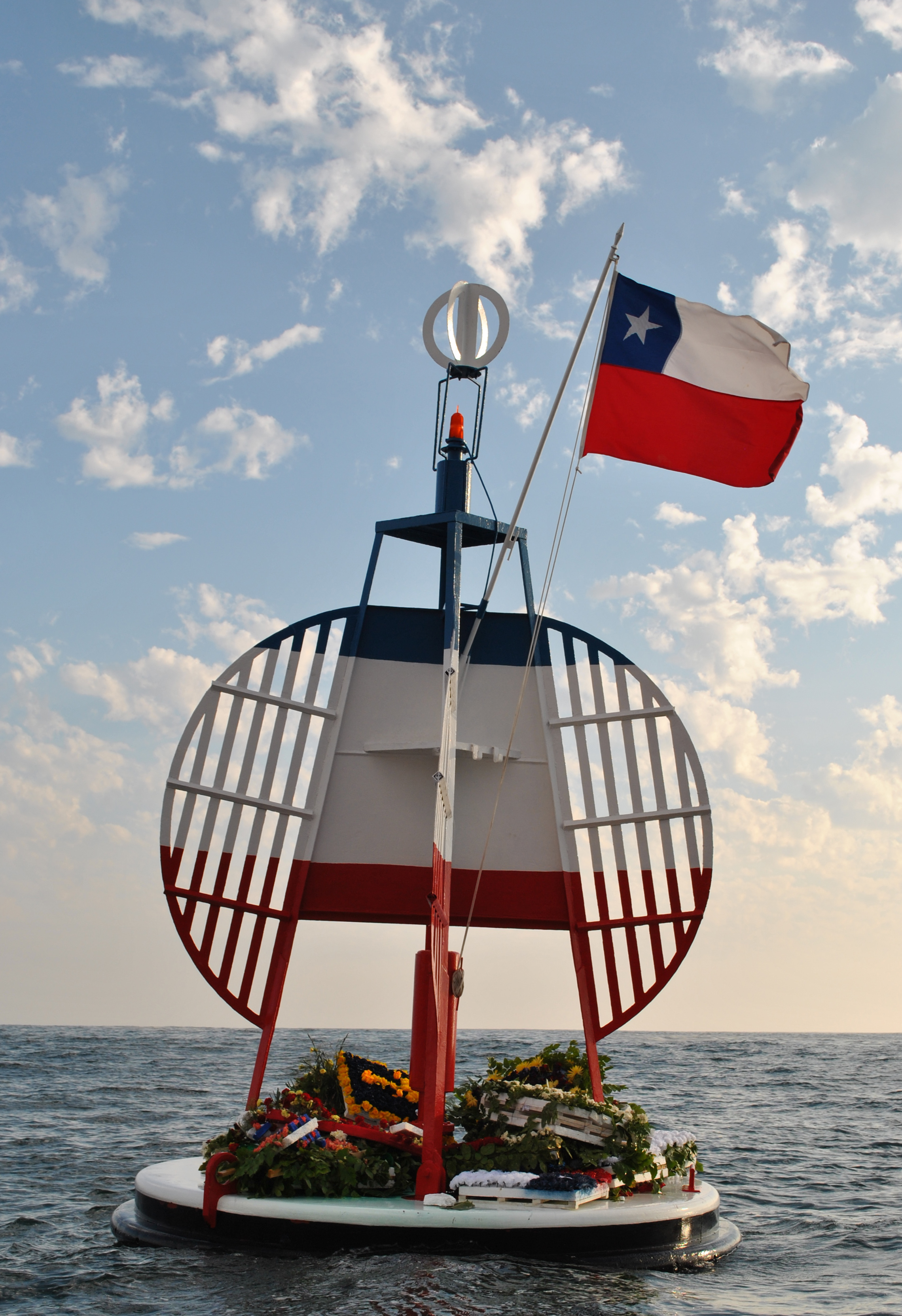
Boya Corbeta Esmeralda.

Colocada en el lugar donde fue hundida por los peruanos la corbeta Esmeralda el 21 de mayo de 1879, en el Combate naval de Iquique. Está construida de acero y mide doce pies de alto, pintada con los colores de la bandera de Chile y enarbolando a la misma en su parte más alta. Se realizan visitas turísticas en lancha alrededor de ésta. La primera boya fue instalada el 21 de mayo de 1928 y lograba iluminarse por la noche con lámparas de acetileno incorporadas en su estructura. El 25 de mayo de 1971 se reemplazó por una de fibra de vidrio, que corresponde a la que se utiliza para los reemplazos por reparaciones. La actual fue colocada allí el 12 de mayo de 1995.

### Monumento a la Mujer Emigrante

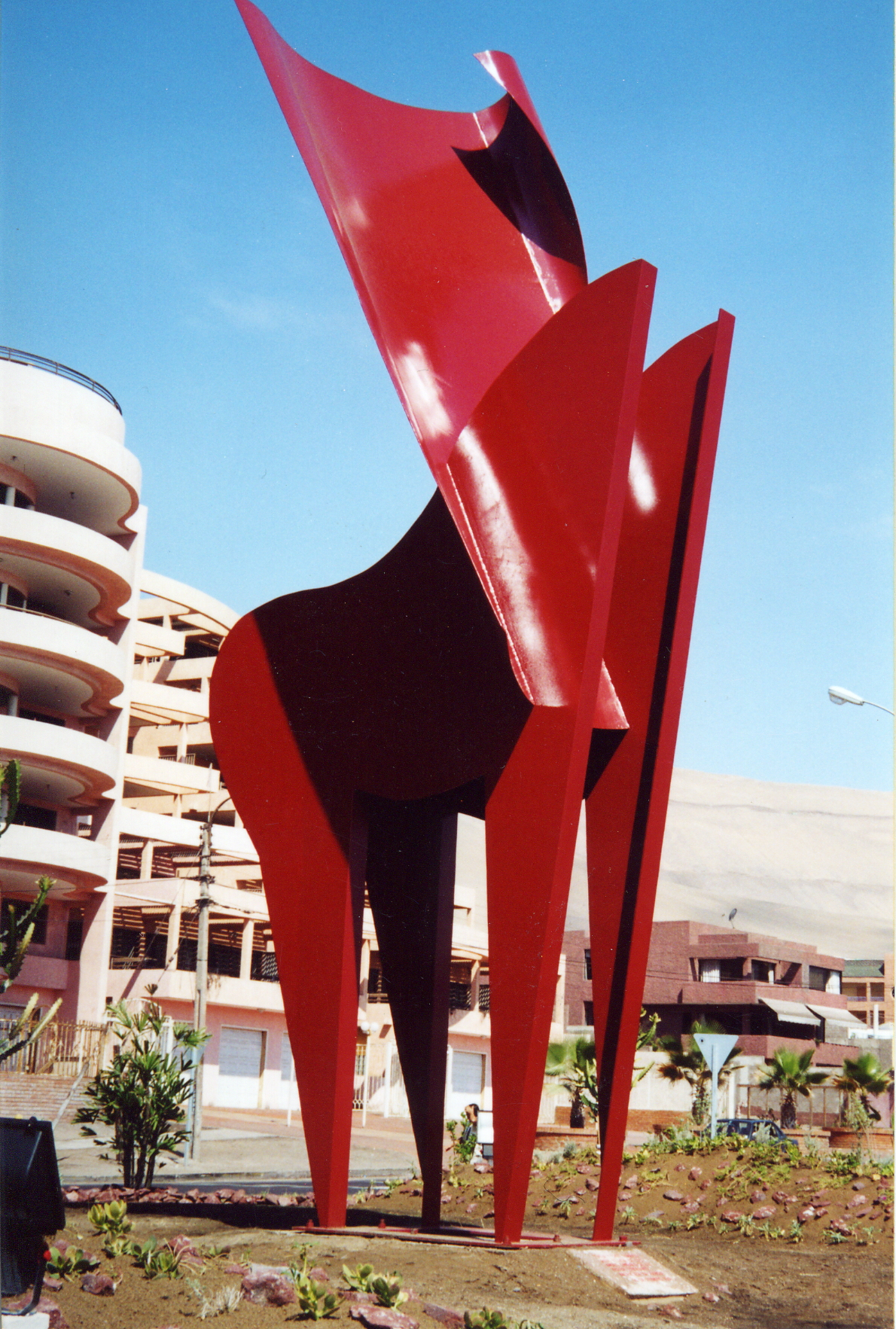
El Monumento a la Mujer Emigrante

El “Monumento a la Mujer Emigrante”, es una escultura de acero, símbolo de la familia y la emigración, que se ubica en la avenida Arturo Prat, en el centro de la Plaza y Rotonda Chipana, realizada en 2002 por el escultor y pintor italiano Antonio Masini.

### Playa Cavancha

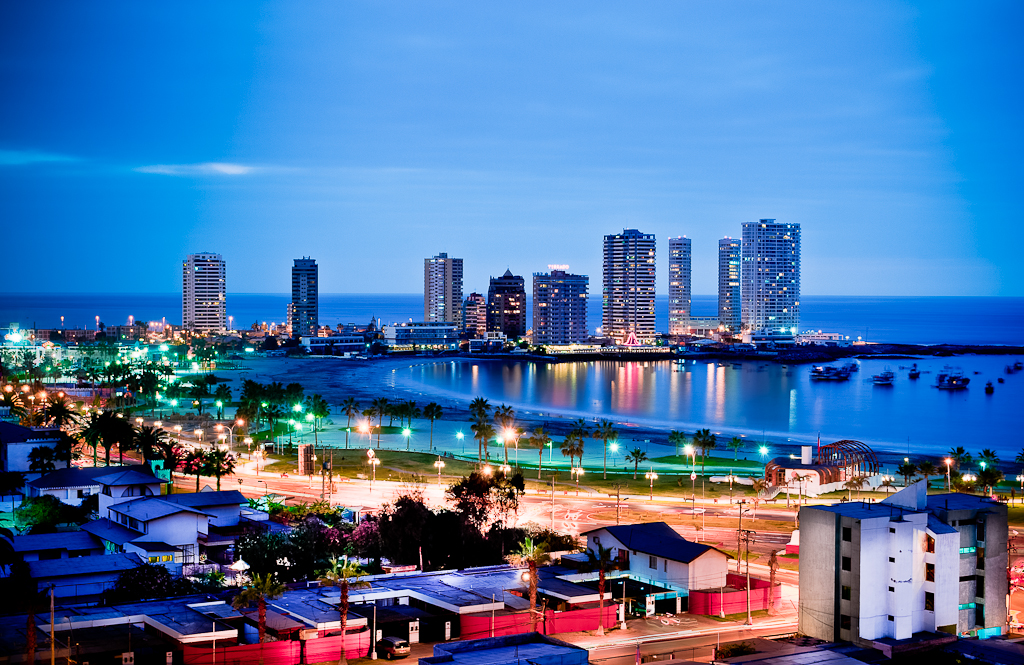
Playa Cavancha.

Corresponde a la playa ubicada frente a la ciudad de Iquique, en su litoral. Sus arenas de color blanco albergan a veraneantes durante todas las épocas del año. En su extensión es posible practicar diversos deportes náuticos como el bodyboard, surf, windsurf, velerismo, esquí acuático, entre otros. La temperatura promedio en el año alcanza los 18.8 °C, por lo que puede ser visitada durante la mayor parte del año, convirtiendo a Iquique un gran centro turístico.

### Parque Temático Cavancha
Es una de las avenidas costaneras de Chile, donde los niños tienen acceso a disfrutar de juegos interactivos y paisajes naturales. El lugar contempla la habilitación del santuario de los Yacaré y también es el lugar de las siguientes especies:
- Yacaré overo
- Tortuga de orejas rojas

- Antes Habían Koi y  Guppy los cuales murieron por razones de la actividad humana Lo cual era que tiraban monedas al estanque.

La obra del Parque Yacaré Aventura está emplazada en 1600 metros cuadrados, donde se creó un hábitat especialmente acondicionado para la exhibición de 21 yacarés, los que cuentan con dos ambientes de descanso –uno en tierra y otro en agua, ambos controlados en su temperatura, ya que estos reptiles requieren para su supervivencia entre 20 y 25 °C.
A unos metros hay un show de lobos marinos (Otaria flavescens)amaestrados llamado El tesoro de los lobos lo cual es una atracción solo en el verano.
Al frente hay un establo con los siguientes animales
- Alpaca
- Llama

### Catedral de Iquique
La Parroquia de Nuestra Señora de la Inmaculada Concepción fue construida en 1885, dos años después de incendiarse la antigua Iglesia Parroquial de Iquique, gracias a la iniciativa y gestiones del vicario apostólico Camilo Ortúzar. Apenas se inició su construcción en 1884 y hasta el año 1888 albergó los restos del capitán Arturo Prat y de otros héroes del Combate naval de Iquique.
El 20 de diciembre de 1929 y mediante la Constitución Apostólica "Ad Gregem Dominicum", el papa Pío XI crea la Diócesis de Iquique, convirtiendo a esta iglesia en la Catedral de la ciudad.
La Catedral es de estilo neoclásico italiano, su edificio rectangular ocupa una cuadra completa; a un costado se ubican las oficinas parroquiales y en su parte trasera alberga una Capilla Ardiente. En el patio norte del templo se encuentra un enorme crucifijo que, se dice, es el protector de Iquique.
Su interior se compone de tres naves, divididas por dos hileras de columnas corintias, la nave central presenta una bóveda azul adornada con estrellas doradas. Tras el Altar Mayor se encuentra una espléndida representación de la Asunción de Santa María.
La Catedral de Iquique se ubica en calle Obispo Labbe, entre Bolívar y Esmeralda, a pocos pasos del muelle de pasajeros y del centro comercial de la ciudad.

## Deportes

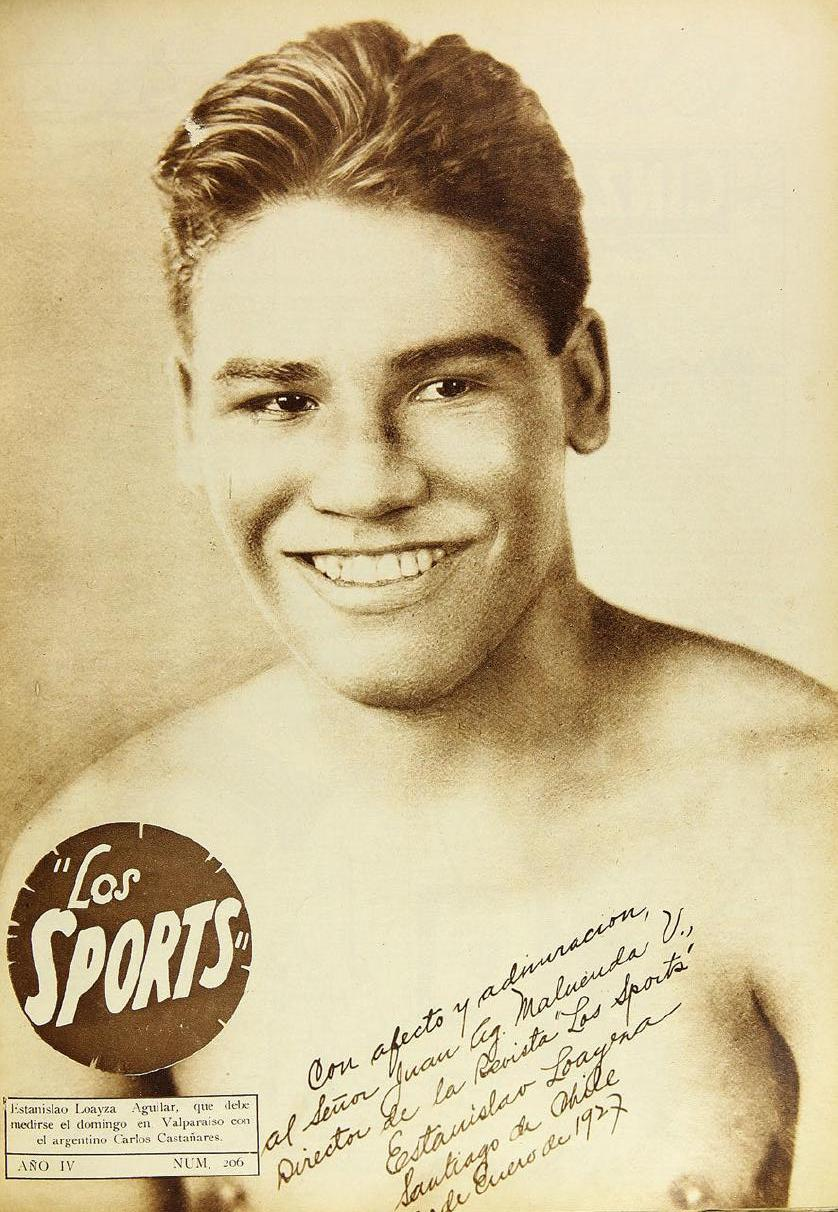
Estanislao Loayza fue el primer chileno en disputar una corona del mundo, en 1925.

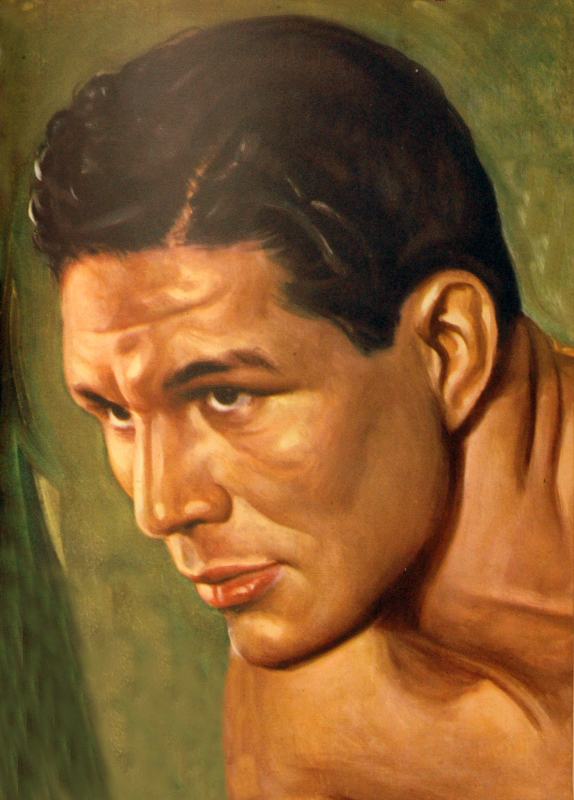
Arturo Godoy luchó por el título mundial de peso pesado, cayendo por puntos.

Sin lugar a dudas el deporte ha sido una institución cultural en la ciudad. Desde la época del salitre, comenzaron a ver la luz una serie de instituciones deportivas (Jorge V, Unión Matadero, Unión Morro, Cavancha, Maestranza, Club Chung Hwa, por nombrar algunos), y en distintas disciplinas deportivas.
El boxeo rindió sus primeros triunfos de la mano de figuras emblemáticas tales como Estanislao Loayza, "Tani", el primero en disputar un título mundial en 1925, o el oriundo de Caleta Buena, Arturo Godoy, campeón nacional quien disputó el título mundial con Joe Louis, el "bombardero de Detroit", en el Madison Square Garden de Nueva York, en 1940, y con quién perdió en definitiva por puntos. Aún hoy se pueden visitar los vestigios de los gimnasios utilizados por estos íconos del deporte local en la calle Thompson, donde han sido convertidos en bodegas para feriantes.
El 4 de septiembre de 1971 fue una fecha para la historia. Chile aventajó a Estados Unidos por 128.300 puntos. Chile se había clasificado como el campeón del Mundo en Caza Submarina, donde el lugar de la hazaña fue en Iquique. El equipo estaba conformado por Raúl Choque, Pedro Rozas, y el coquimbano Fernando Sánchez. Además de Federico Schaffer, quien fue el capitán, Samuel Rodríguez y Eduardo Soto.

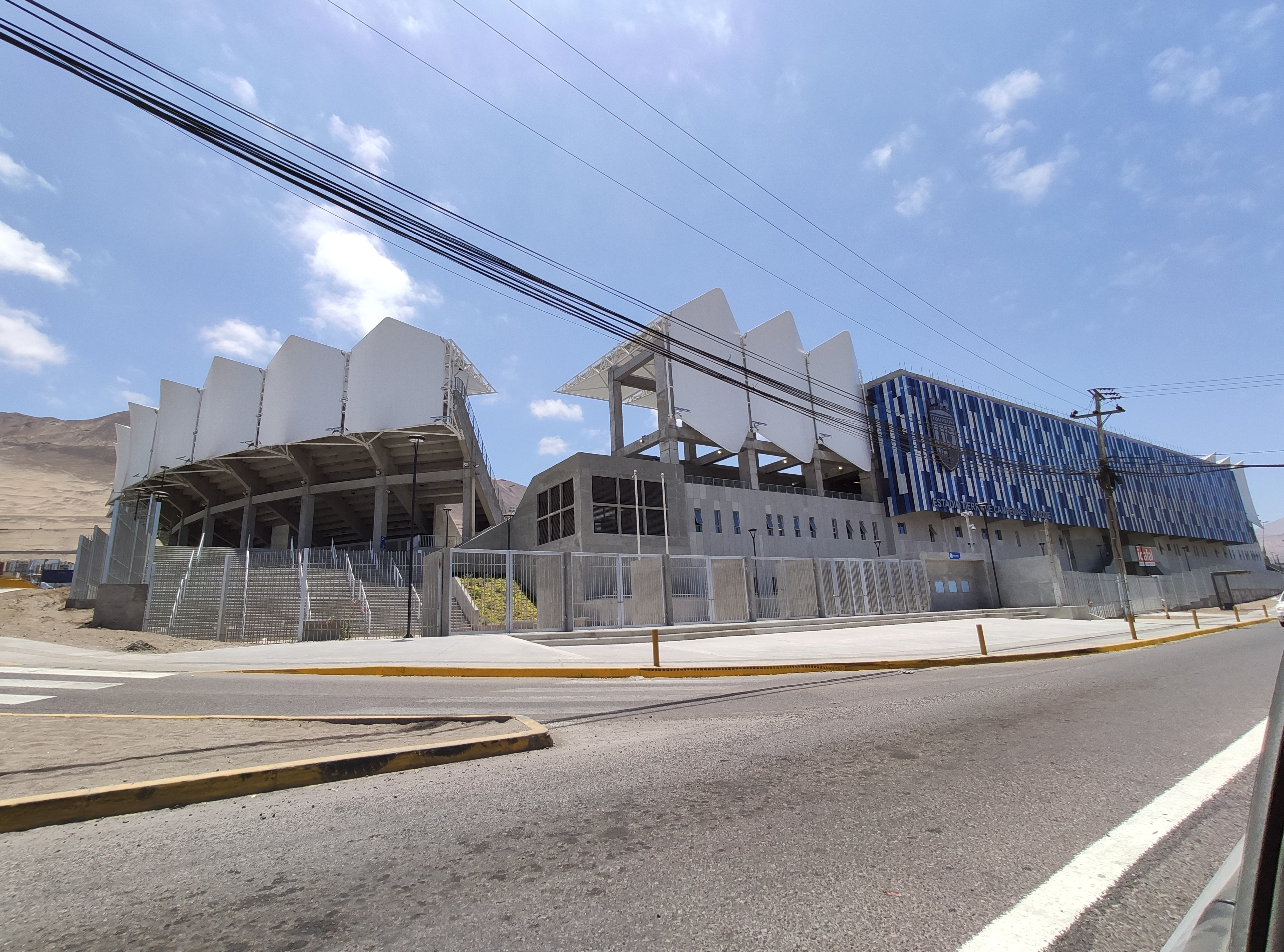
Estadio Tierra de Campeones, lugar donde juega de local el Club de Deportes Iquique.

El fútbol, sin embargo, fue quién le dio el título de "tierra de campeones" a la ciudad. Según antecedentes históricos, el primer partido oficial de fútbol se jugó (posiblemente) el 14 de junio de 1896, con motivo del aniversario de la Sociedad de Ilustración y Progreso de Iquique. El año 1902 se crea la Liga de Fútbol de Iquique, con la participación de clubes formados principalmente por extranjeros. Esta Liga es reemplazada el 19 de mayo de 1931 por la Asociación de Fútbol de Iquique (AFI). Para ese entonces existían una serie de clubes, representativos de los distintos barrios de la ciudad, tales como el Club Yungay (fundado en 1905 y el más antiguo de Iquique), C.D. Maestranza (fundado en el mismo año), Estrella de Chile (fundado en 1921), Club Deportivo Unión Morro (fundado en 1923), Club Unión (fundado en el mismo año), Club Deportivo Rápido (fundado al igual que el anterior), Club Jorge V (fundado en 1926) y Club Sportiva Italiana (fundado al mismo año), entre otros. La inauguración del Estadio Municipal de Iquique en los antiguos terrenos del hipódromo del Tarapacá Sporting Club el 21 de mayo de 1933[cita requerida], popularizó el deporte.

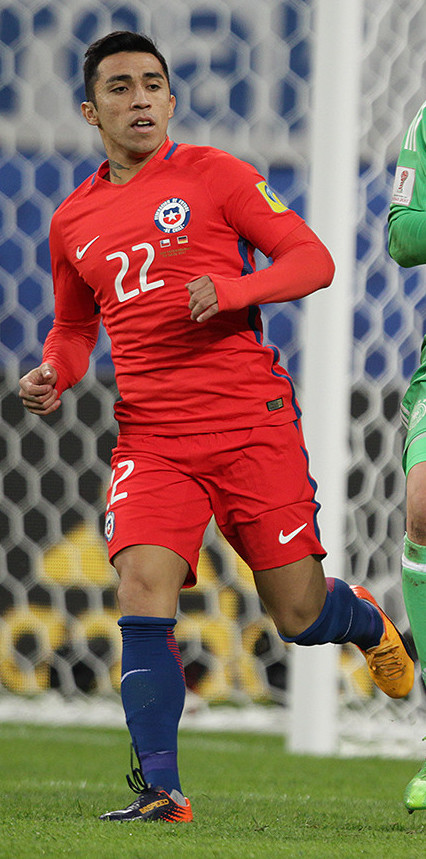
Edson Puch, futbolista iquiqueño campeón de la Copa América en 2016.

La selección local de fútbol consiguió 7 títulos amateurs a nivel nacional; el último en 1978, cuando es fundado el Club de Deportes Iquique. Este toma la posta gloriosa, haciéndose con el título de segunda división en 1979, y, un año más tarde obtiene la Copa Polla Gol (torneo de apertura) al derrotar a Colo-Colo por 2 a 1 en el estadio Nacional. Figuras de ese equipo fueron Luis Acao (oriundo de Huara y capitán del equipo) y Fidel Dávila, entre otros. De aquel club, Juan Ponce de Ferrari y Cristian Sasso se convirtieron en los primeros jugadores del club en ser nominados a una selección chilena de fútbol, en 1980.
Por desgracia, la historia concluyó en el año 2002, cuando la institución de los dragones celestes cae a la tercera división, en medio de una crisis deportiva y económica.
El año 2007, sin embargo, vuelve al profesionalismo, esta vez bajo el nombre de Municipal Iquique, donde consigue el campeonato de 3° división y el ascenso a la Primera B. Al año siguiente consigue el ascenso a Primera División derrotando al equipo de Coquimbo Unido por lanzamientos penales. Tras una breve temporada en la Primera División, desciende bruscamente a la Primera B, en que estuvo por una temporada, hasta conseguir el título de campeón de su categoría en noviembre del 2010. En diciembre del 2010, y después de treinta años, vuelve a ser campeón de la Copa Chile, al ganarle a Deportes Concepción por 4 goles contra 3 en penales (empate en el tiempo reglamentario), disputado en el Estadio Francisco Sánchez Rumoroso de Coquimbo. Sin embargo el nombre de "Municipal" es poco aceptado por la hinchada, la cual pidió que retomara su antiguo nombre, Club Deportes Iquique, situación que se concretó el mismo año. Jugadores destacados de esas temporadas fueron Rubén Taucare, Edson Puch (trasladado posteriormente a Universidad de Chile), Sebastián Marchant, Leonardo Mas, Fernando Martel y el seleccionado Sub-20 Álvaro Ramos. Además logra clasificar a torneos internacionales por primera vez en su historia, como la Copa Sudamericana en las ediciones 2011, 2012, 2014 y 2017 y a la Copa Libertadores de América los años 2013 y 2017.
En paralelo, la Universidad Arturo Prat participó en la Tercera División de Chile entre 2006 y 2008.
El surf y el bodyboard desarrollan año tras año nuevas oportunidades para la ciudad. Siendo una de las ciudades con más constancia de oleaje específico para la práctica de estos deportes en el mundo, esta ciudad se convierte en un punto turístico clave para su desarrollo.
En el bodyboard exponentes como Juan Antonio Fischer, Gabriel "Momio" Brantes, Hernán Flores, Eduardo Carpinello, y Eduardo Salinas han sido llamados a la selección nacional obteniendo importantes logros dentro y fuera de Chile, así como también las nuevas generaciones.
En surf, Juan Carlos Lombardi, Benjamín Barros, Roddy Álvarez, Cristian "Morris" Tapia y Reinaldo Ibarra destacan en la disciplina física. El año 2014 el Campeonato del Mundo de Bodyboard de la ISA (Asociación Internacional de Surf) se llevó a cabo en Playa Cavancha resultando campeón por equipos debido a la destacada participación de los medallistas Yoshua Toledo (Iqui) oro categoría Junior, Anaís Velis (Quintero) plata en Damas Junior, y Gabriel Brantes (Iqui) bronce en categoría Open.
El fútbol americano en Iquique surge en octubre del 2011, siendo los "Wolf" o "Wolves" de Iquique los pioneros de este deporte en la ciudad. Los entrenamientos generalmente tienen lugar en Playa Cavancha.
También la pesca en apnea tiene una figura Iquiqueña destacada, Pedro Lay Ahumada, campeón chileno en pesca submarina en apnea y subcampeón del mundo por equipos de pesca en apnea en 2012, con la selección de Chile, y gran conocedor de las costas de la región de Tarapacá.
| Equipo           | Deporte | Competición | Estadio                     | Creación |
| ---------------- | ------- | ----------- | --------------------------- | -------- |
| Deportes Iquique | Fútbol  | Primera A   | Estadio Tierra de Campeones | 1978     |

### Skate Park
Terminado por la alcaldesa Myrta Dubost, patrocinado por una empresa minera de la región. Inaugurado el 13 de septiembre de 2008, es considerado uno de los más grandes de América y es una de las varias atracciones principales de esta ciudad, este parque también cuenta con un Bike Park; zona para ciclistas donde pueden realizar sus acrobacias y desarrollar sus habilidades en rampas y montículos de tierra. Este parque se encuentra en el sector del parque Playa Brava en reemplazo de un antiguo "hoyo" que permaneció varios años en un proyecto que se duda de su veracidad.

## Transporte

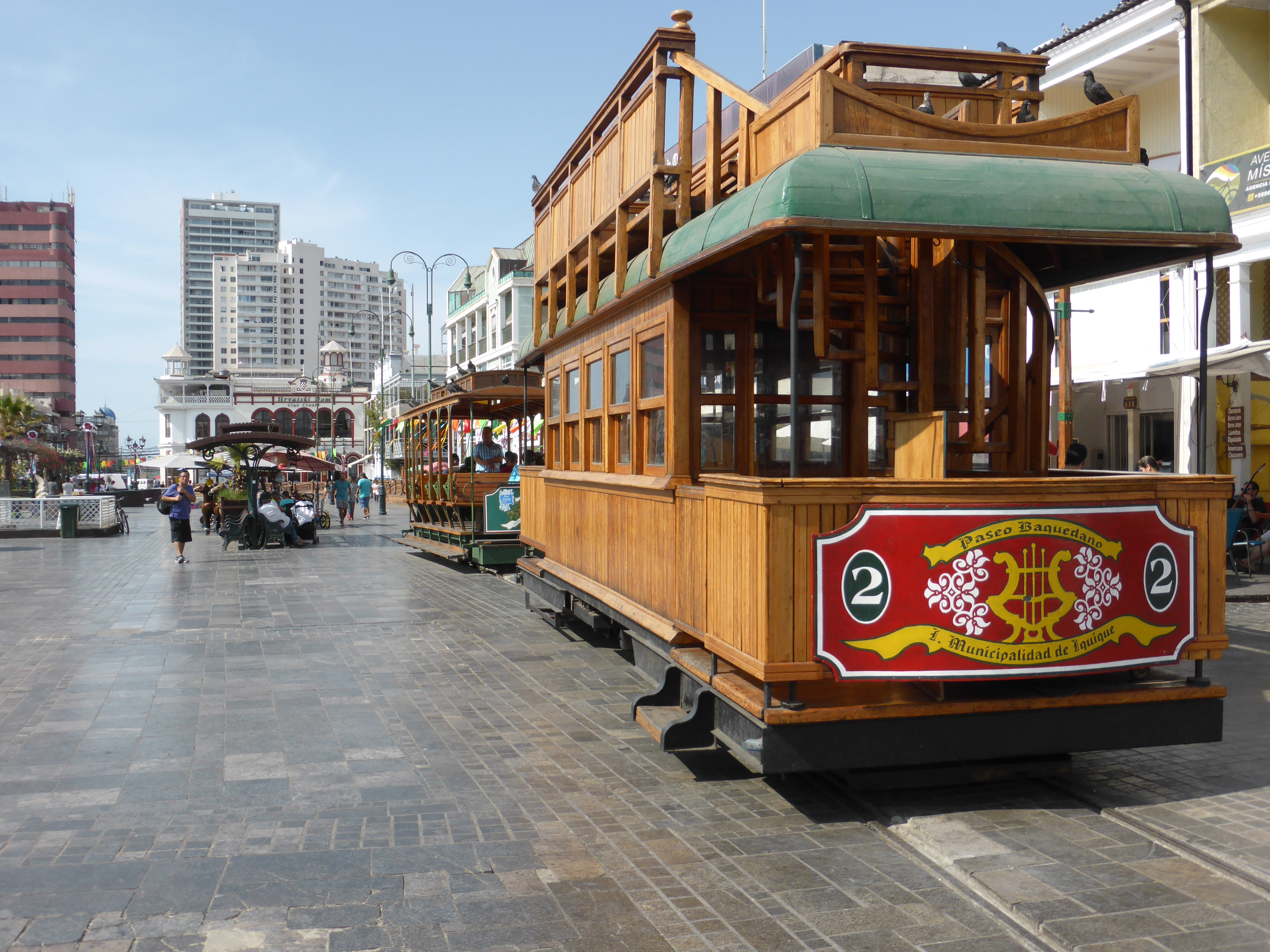
Plaza Arturo Prat con dos tranvías turísticos que funcionan a baterías.

### Transporte marítimo
Actualmente, el puerto de Iquique es uno de los más importantes del norte de Chile y, la razón es que hace de puerto principal para mercaderías que ingresan a la zona franca; de esta manera llegan a diferente países como Perú, Bolivia, Argentina, Paraguay, Ecuador, Brasil, Colombia y Uruguay, es decir, es uno de los principales puertos del Asia-Pacífico en América del Sur por el Pacífico, a diferencia de Valparaíso, principal puerto de entrada de automóviles solo de Chile. Las cargas que mueve el puerto local están directamente relacionadas con la ZOFRI (electrodomésticos, automóviles nuevos y usados, mercaderías en general, insumos mineros). A su vez, buena parte de las importaciones bolivianas se hacen a través de este puerto, generando un intenso tráfico entre Iquique y la ciudad boliviana de Oruro. 
En los últimos años, el puerto ha desarrollado iniciativas orientadas a la sostenibilidad, incluyendo la implementación de un sistema de iluminación LED de alta eficiencia energética en su infraestructura operativa, lo que ha contribuido a reducir la huella de carbono del terminal marítimo y a optimizar los costos energéticos en sus operaciones nocturnas.
A nivel de cruceros, Iquique no le ha sido un puerto atractivo ya que si se hubiese considerado por ejemplo las condiciones de Batimetría, en el caso de seguridad, ya que posee una mejor fosa de navegación en el puerto interior, además la plaza hotelera, y opciones eventuales, es superior ya que el nivel de actividades es mayor. Iquique posee 150 kilómetros de playas con muy buena pesca y parajes muy interesantes, de esta forma hubiese sido descartado de plano el pequeño puerto de Arica, lo que le habría afectado a la economía ariqueña.
Por otro lado el puerto de Iquique es uno de los tres puertos en la región, existe el puerto de Patillos y el puerto de Patache, los cuales tiene una fuerte actividad en la minería a granel de material Cuprífero y sal, esta última del Salar Grande.

### Transporte aéreo
A nivel aeronáutico, el Aeropuerto Internacional Diego Aracena (o Chucumata) sirve a la ciudad de Iquique. Distante a unos 30 km aproximadamente al sur, tiene una pista de aterrizaje de 3.350 metros de largo y una losa de 60 metros de ancho. Es el cuarto aeropuerto en cuanto a pasajeros transportados, y el segundo aeropuerto en cuanto a transporte de carga de Chile, según datos de la Junta de Aeronáutica Civil. Atiende vuelos comerciales de LATAM Airlines, Sky Airline, JetSmart y Amaszonas S.A las cuales prestan servicios de transporte regular de pasajeros tanto a nivel nacional a destinos como: Antofagasta, La Serena, Santiago, Concepción e internacional a través de vuelos directos hacia La Paz y Santa Cruz (Bolivia), Asunción (Paraguay) y  Salta (Argentina) (vuelo estacional de verano). Para los próximos años se prevé la ampliación del terminal aéreo, para satisfacer esta alta demanda.

### Transporte ferroviario

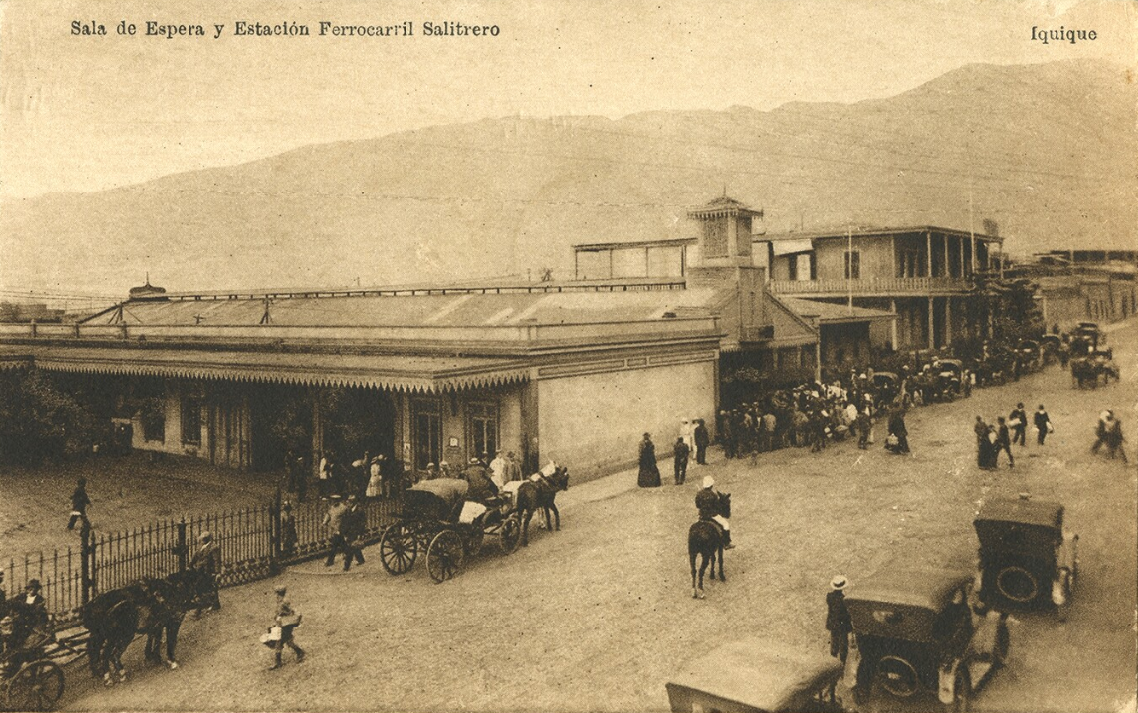
Estación Iquique, c. 1900

La ciudad contó durante los siglos XIX y XX con servicios ferroviarios que conectaban a Iquique con la ciudad de Santiago y el resto del sur del país. Entre los servicios que existieron estuvo el ferrocarril de Iquique a Pintados que contaba con una estación en el centro de la ciudad; mientras que el Ferrocarril Salitrero de Tarapacá y el Longitudinal Norte tenían a la Estación Iquique como terminal de servicios. Actualmente no existen servicios ferroviarios.

### Transporte vehicular
A nivel de carreteras, la conectividad de la ciudad es relativamente buena. Si bien las vías que la conectan con las cercanas ciudades de Arica y Antofagasta están pavimentadas, la infraestructura asociada a ellas sigue siendo mínima. Actualmente existe la autopista concesionada con un total de 87 km que unen la ciudad con la Ruta Panamericana (47 km) y con el aeropuerto (40 km).
El actual terminal rodoviario de la ciudad es un ejemplo de la urgencia de inversión que requiere Iquique en este aspecto. La precaria infraestructura tiene un carácter provisorio y no es capaz de absorber el intenso tráfico, principalmente internacional. Las principales empresas de buses con servicio nacional son: Tur Bus, Pullman Bus, Buses CikTur, Kenny Bus, Buses Norte Grande, Cruz del Norte, Ramos Cholele, Pullman Carmelita, Pullman Santa Rosa, TSA Pullman San Andrés y Pullman Cuevas. Servicio Internacional a Oruro (Vía Colchane) y La Paz (Bolivia) Vía Tambo Quemado: Bus Fer, TransLitoral, Trans Salvador S.R.L. Jet Sur Internacional, Trans Luján y Trans Paraíso. Servicio Internacional a Asunción (Paraguay) Vía Paso de Jama: Pycasu S.A. Servicio Internacional a Jujuy - Salta (Argentina) vía Calama - Paso de Jama Andesmar.

#### Transporte público
El transporte interurbano está dividido en dos zonas: los microbuses que sirven a la comuna de Iquique (líneas 4, 5, 6, 6A, 7, 9, 10, 17 y 18) y los que conectan con la comuna de Alto Hospicio (líneas 1, 1A, 1B, 1.21, 3, 3A, 3B, 3C, 33 y 400). La implementación del sistema TransIquique cambió la numeración de los microbuses (de líneas 4,5,6 a 110, 102, 120; por ejemplo) y preveía un reordenamiento del tráfico en el transporte público con calles segregadas, vías exclusivas y paraderos "diferidos" (actualmente los autobuses toman y dejan pasajeros en cualquier lugar). Los Taxis Básicos, Radiotaxis y los llamados "Colectivos" también serían incorporados a este reordenamiento. Sin embargo desde principios de mayo, Iquique y Alto Hospicio poseen taxis colectivos con líneas (Alto Hospicio 111, 222, 333 e Iquique 444 y 555) la cual cuenta con un total de 75 taxis colectivos, que se irá incrementando en su cantidad. En septiembre los conductores de los taxis colectivos (sin líneas) junto con los radios taxis deberán formar parte de un sindicato, para poder por fin tener un reordenamiento en el transporte público.
Está en etapa de estudio para una próxima licitación pública la construcción de un Metro cable o teleférico que una a la comuna de Iquique con la comuna de Alto Hospicio, para, de esta forma, aliviar el tráfico vehicular de la congestionada avenida Alejandro Soria (ruta 16), que une ambas localidades.
Dentro de este sector está en fase de proyecto para 2020 la propuesta que consiste en un nuevo terminal de buses para la ciudad de Iquique, emplazado en el sector de Bajo Molle y que cumpla con brindar un servicio acorde a las necesidades que surgirán en el plano de la conectividad e información desde y hacia la ciudad con la habilitación del corredor bioceánico Santos-Iquique.
En una primera instancia se desarrollará un PLAN MAESTRO que considera intervenir diversos puntos dentro de Iquique (incluyendo Alto Hospicio) y nuevos trazados viales que plantean optimizar conectividades. Mediante esta propuesta se busca establecer el punto de partida para la solución a conflictos y problemáticas urbanas que hoy en día se presentan en la ciudad de Iquique, como por ejemplo, la congestión producto de la alta densidad vehicular y del tránsito de camiones de carga pesada y de buses interurbanos en calles que no soportan la gran escala de estos flujos; así como también la carencia de un espacio significativo y acorde para el recibimiento de pasajeros que, al mismo tiempo, cumpla con entregar la información sobre qué hacer o dónde ir dentro y fuera de la ciudad y también que sea capaz de dar la posibilidad en desplazamientos hacia puntos relevantes en cuanto a lo turístico y comercial dentro de redes existentes. Con esto alguno de los beneficios directos que traerá el proyecto será la creación de paradas de micro buses alrededor del recorrido, así como la creación tren ligero que ira desde el terminal de buses nuevo hasta la zona franca de Iquique.

## Medios de comunicación
En Iquique, se concentran los medios de comunicación de la región, entre los cuales están los diarios La Estrella de Iquique y Diario Longino, las plataformas digitales informativas como los diarios digitales de los anteriores, el medio digital Medio El Boyaldía, además de Diario El Nortino, Cavancha, El Sol de Iquique e Iquique en línea.
El 16 de febrero de 2019 hizo su primera publicación la revista digital La Iquiqueña, convirtiéndose en el primer magacín en línea de la región de Tarapacá.

### Radioemisoras

#### FM
- 88.1 MHz FM Okey (Quinta Región)
- 88.7 MHz Radio Bravissima (L) conexión Radio Agricultura
- 89.3 MHz Radio Paulina (L)
- 89.7 MHz Los 40
- 90.3 MHz Positiva FM
- 90.7 MHz Radioactiva
- 91.3 MHz Radio Carolina
- 91.9 MHz Radio Super (L)
- 92.3 MHz Radio María Chile
- 92.7 MHz Radio Universo
- 93.3 MHz Radio Municipal (L)
- 93.9 MHz Rock & Pop
- 94.3 MHz Radio Nuevo Tiempo Chile
- 94.7 MHz Corazón FM
- 95.7 MHz Radio Palabras de Vida (L) (R)
- 96.3 MHz Radio Concierto
- 96.9 MHz Radio Bio-Bio
- 97.3 MHz Charanga Latina (Antofagasta)
- 97.7 MHz Romántica FM
- 98.3 MHz Radio Disney
- 99.1 MHz Digital FM*
- 99.7 MHz Radio Armonía
- 100.1 MHz Vilas Radio (L)
- 100.5 MHz El Conquistador FM (Red Norte) (Antofagasta)
- 100.9 MHz Radio latorre (L)
- 101.3 MHz FM Dos
- 101.9 MHz Radio Universidad Arturo Prat (L) conexión U. CHILE y Radio Beethoven.
- 102.3 MHz Pampa y Mar (L)
- 102.7 MHz La Mega FM (L)
- 103.1 MHz ADN Radio Chile
- 103.7 MHz Radio Pudahuel
- 104.3 MHz Radio Cooperativa
- 104.9 MHz Radio Caribe (L)
- 105.3 MHz Radio Imagina
- 105.7 MHz Radio Futuro
- 106.1 MHz San Lorenzo FM (L)
- 106.7 MHz Radio Acierto (L)
- 107.1 MHz Radio Huantajaya (Alto Hospicio) (L)
- 107.5 MHz Radio Libertad (Alto Hospicio) (L)
- 107.7 MHz Tiempos Finales (Iquique) (L)
- 107.9 MHz Radio Manantial (Alto Hospicio e Iquique) (L)

AM
- 1400 kHz Radio Nacional de Chile (no emite)

- (L)= Local
- Programación local en algunos horarios.

### Televisión

#### TDT
- 2.1 - Mega HD
- 2.2 - Mega 2
- 4.1 - Chilevisión HD
- 4.2 - UChile TV
- 5.1 - La Red HD
- 8.1 - Canal 13 HD
- 8.2 - T13 En Vivo
- 10.1 - TVN HD
- 10.2 - NTV
- 12.1 - Telecanal HD
- 25.1 - Iquique TV HD (L)
- 25.2 - Iquique TV 2 (documentales) (L)
- 26.1 - RTC Televisión (L)
- 26.2 - RTC Televisión 2 señal educativa(L)

#### Por cable
- 9 - RTC Televisión (VTR)
- 102 - Iquique TV (VTR)

## Iquiqueños ilustres
- Marcelo Fuentealba.
- Brayan Cortés, futbolista y arquero profesional.
- Víctor Dávila, futbolista profesional.
- Antonio Prieto, cantante y actor chileno, muy popular internacionalmente durante la década de 1950 y 1960 en Latinoamérica y algunos países de Europa.
- Luis Advis, destacado compositor musical.
- Íngrid Antonijevic, ingeniera, ministra de economía.
- Guillermo Billinghurst Angulo, militar y político peruano, combatiente de la Guerra del Pacífico y presidente del Perú entre 1912 y 1914.
- Óscar Bonilla, general del ejército de Chile, ministro del interior.
- Hernán Buchi, ingeniero, ministro de Hacienda, candidato presidencial en 1989.
- Luis "Checho" González, cantautor, folclorista y compositor.
- Elena Caffarena Morice, abogada, impulsora del sufragio femenino en Chile.
- Ramón Castilla, militar y político, nacido en Tarapacá y muerto en Tiliviche. Presidente del Perú en 1845 - 1851, 1855 - 1862 y 1863. Decretó a Iquique como puerto mayor.
- Vittorio Corbo, economista, presidente del Banco Central de Chile.
- Julio Crisosto, exjugador de la Selección Chilena y de otros equipos de fútbol.
- Lucho Gálvez, actor, director de teatro y televisión radicado en Ecuador.
- Pedro Gamboni, ingeniero químico e industrial salitrero. Realizó mejoras en la industria del salitre y el yodo.
- Arturo Godoy, boxeador, segundo iquiqueño en disputar la corona del mundo.
- Fernando Godoy, actor.
- Óscar Hahn, poeta.
- Ramón Galleguillos Castillo, primer alcalde de Alto Hospicio.
- Jorge Inostroza, escritor, autor de la novela Adiós al Séptimo de Línea y de la letra del himno Los Viejos Estandartes.
- Estanislao Loayza, boxeador, primer iquiqueño en disputar la corona del mundo.
- Remigio Morales Bermúdez, militar y político peruano, combatiente de la Guerra del Pacífico y presidente del Perú entre 1890 y 1894.
- Edson Puch, futbolista profesional, campeón de la Copa América Centenario 2016 y subcampeón de la Copa FIFA Confederaciones 2017, miembro de la generación dorada del fútbol chileno.
- Sixto Rojas, Pintor y cronista, sobreviviente de la Matanza de la Escuela Santa María.
- Enrique Silva Cimma, ministro de relaciones exteriores, senador de la república.
- Alfonso Ugarte Vernal, peruano, defensor de Arica en la Guerra del Pacífico.
- Tito Ureta, bioquímico.
- Baldramina Flores, activista y escritora. Defensa de los DD.HH durante el régimen Militar.
- Jorge Robledo Oliver, histórico futbolista chileno, campeón de la FA Cup en dos oportunidades con el Newcastle United y máximo goleador de la Football League First Division temporada 1951-52.
- Tomasa del Real, cantante de reguetón.

## Ciudades hermanadas
- Santa Fe, Argentina
- Palpalá, Argentina
- Salta, Argentina
- La Paz, Bolivia
- Oruro, Bolivia
- Cartagena de Indias, Colombia
- Split, Croacia
- Arequipa, Perú
- Tacna, Perú
- Oppido Lucano, Italia
- Supetar, Croacia